# チェアリフト

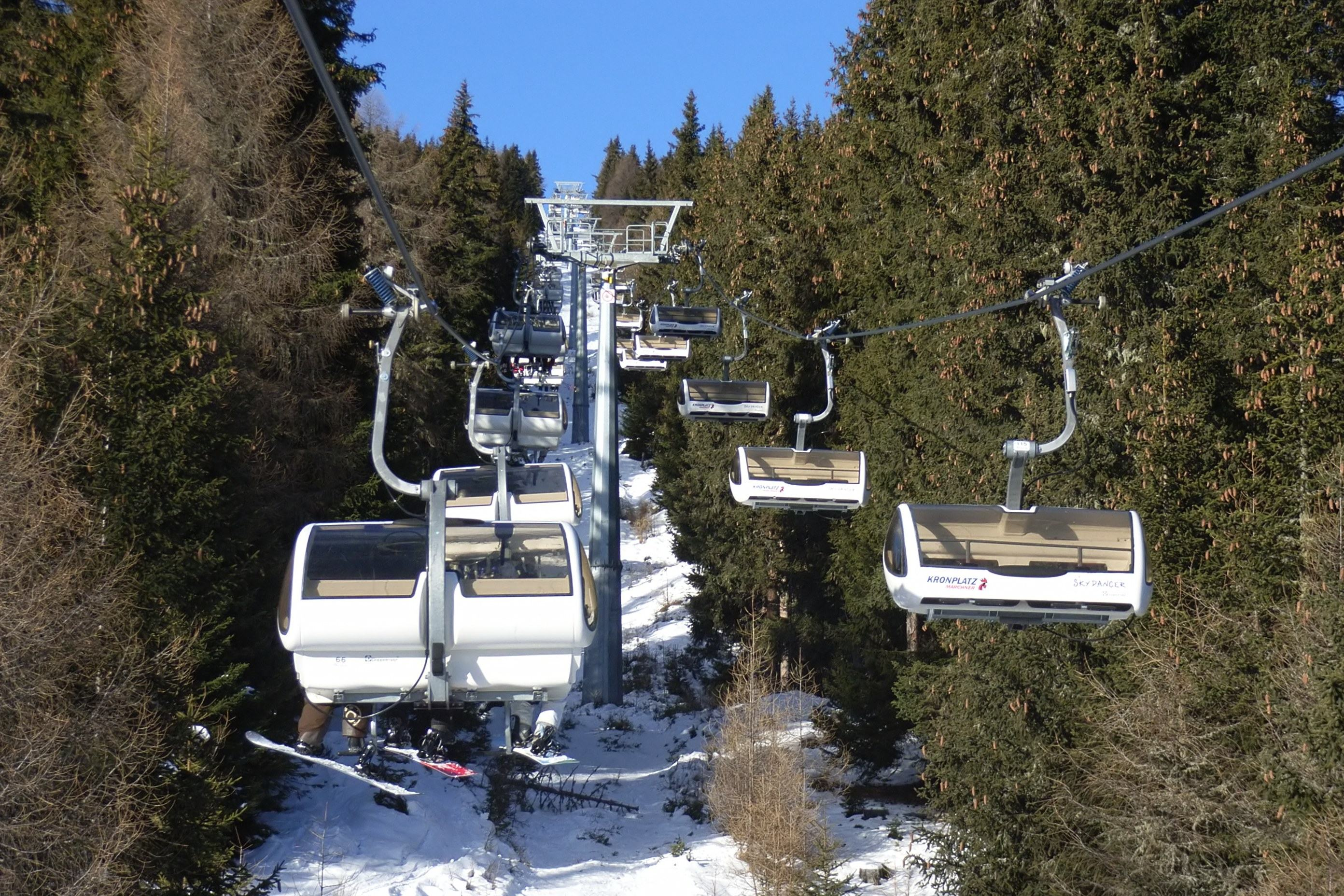
イタリア南チロルの自動循環式6人用チェアリフト

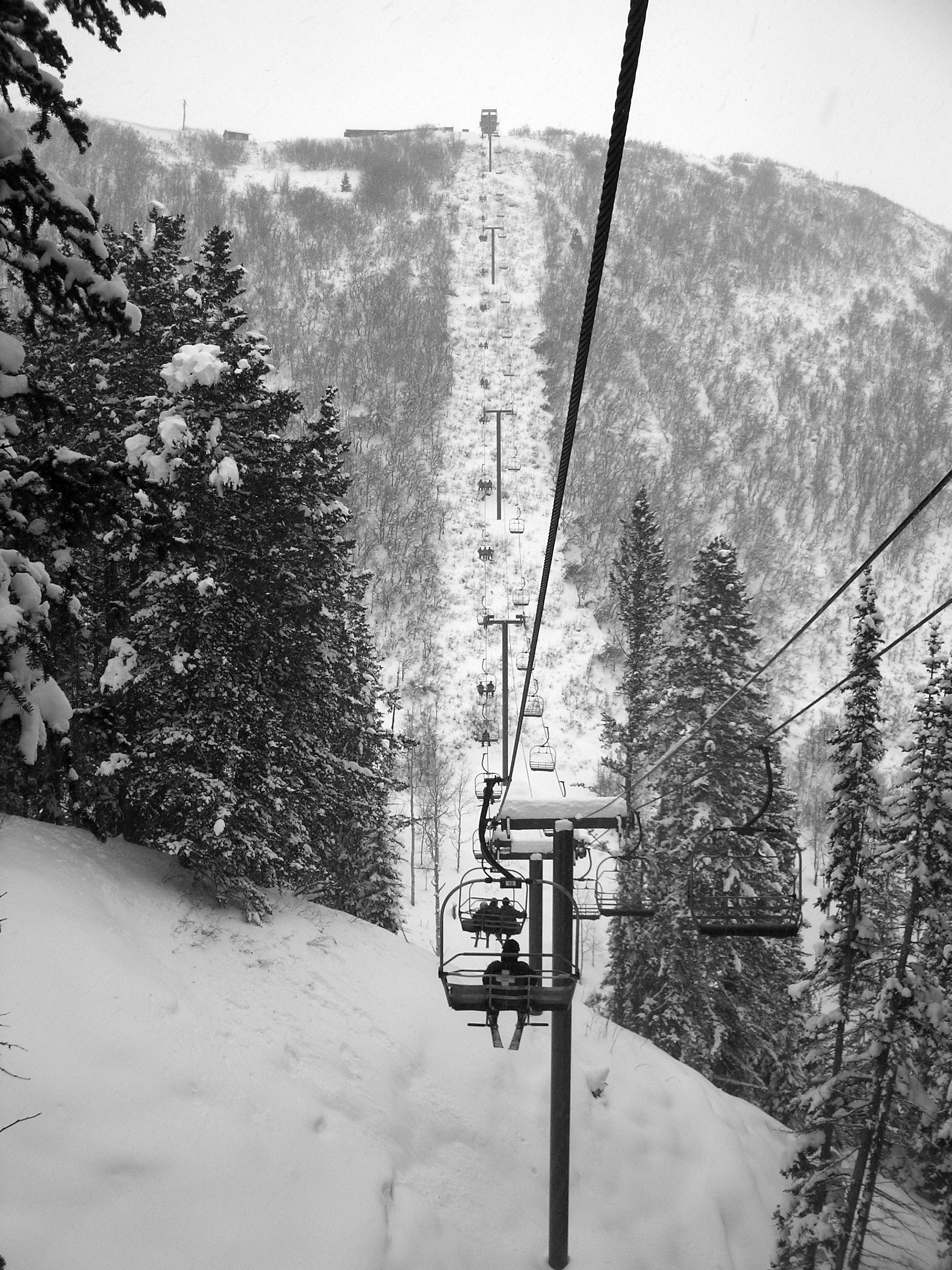
アメリカ合衆国ユタ州パークシティの固定循環式3人用チェアリフト（トリプルリフト）

チェアリフト（英: chairlift）は、旅客用の高架索道で、両端のターミナルの間に張られて、連続して循環する環状の鋼製のケーブル（索）と、中間の塔とを有し、一連のいすを運搬するものである。主として山岳における交通手段であり、特にスキー場で用いられる（この場合にはスキーリフトと呼ばれる）。また、アミューズメント・パーク、種々の観光用施設でも見られ、都市交通としても次第に用いられるようになっている。

## 概要

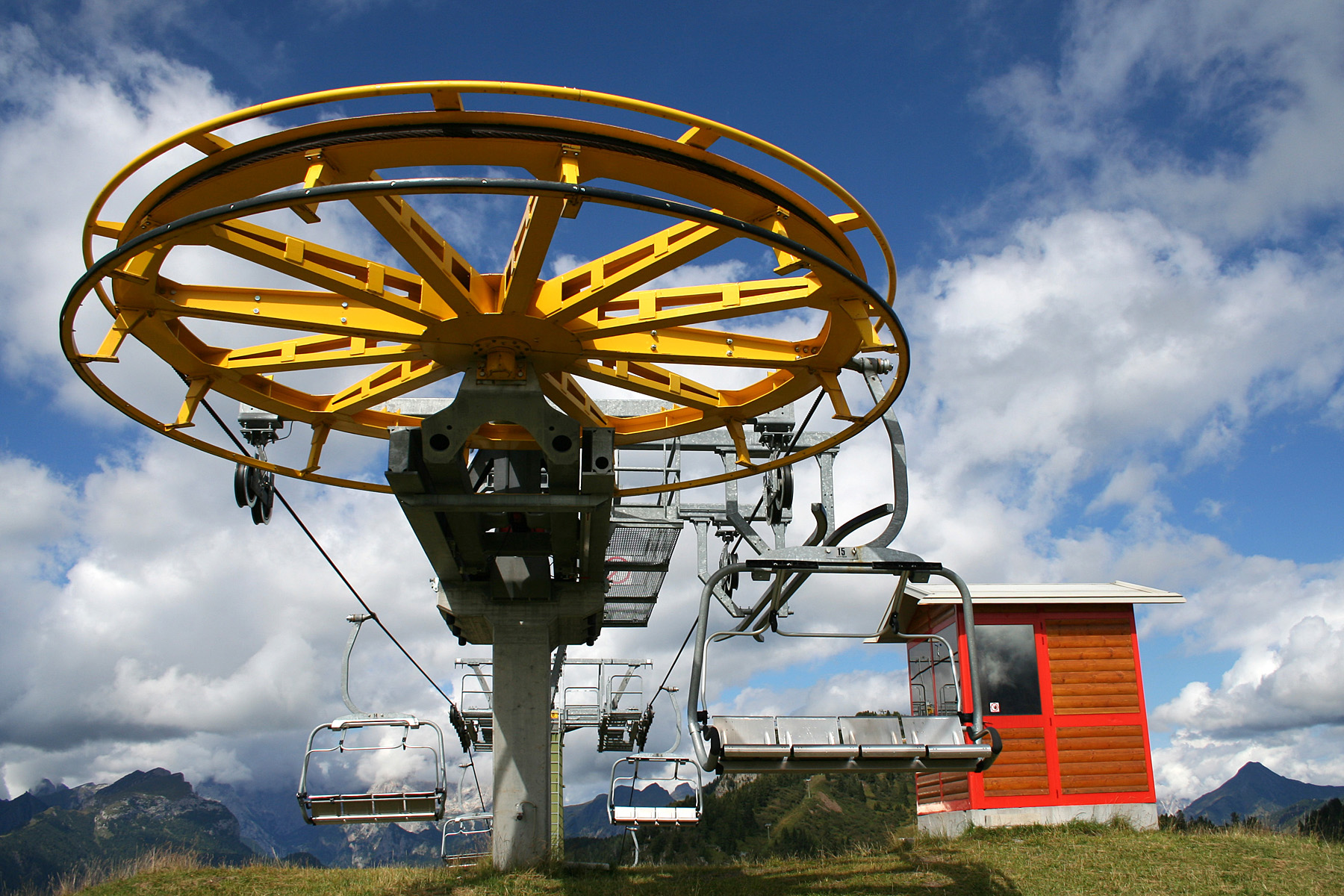
イタリア・アッレゲの固定循環式4人用チェアリフト（クワッドリフト）

一般にチェアリフト（または単にリフト）とは、固定循環式の索道のことで、起点停留場と終点停留場の滑車間に支曳索（しえいさく）を設け一定間隔で搬器（いす）を握索装置により固定して循環させるものである。
一方、ゴンドラリフトやデタッチャブルリフトと呼ばれる自動循環式のタイプもある。自動循環式の索道は、起点停留場と終点停留場の滑車間に支曳索を設け、搬器の握索装置が到着時には索から自動的に離脱、出発時には索に自動的に固定する仕組みになっている。自動循環式のうち搬器に扉が付いている（普通索道の）ものをゴンドラリフト、座席が外部に開放されている（特殊索道の）ものをデタッチャブルリフトと呼んでいる。
旅客用ロープウェイは最も速いもので速度は秒速12 m（時速 43.2 km）に達する。これに対して、スキー場において長年にわたり主力の機器であった2人用チェアリフトは、1時間あたり約1,200人を、最高秒速2.3 m（時速8.28 km）で運ぶことが出来る。また、自動循環式4人用チェアリフトは、1時間あたり約2,400人を、最高で秒速5 m（時速18 km）で運搬可能である。全てのリフトは天候変化に対応するため、運転速度を調整できる。
基本的には始点と終点でのみ乗降するが、まれに途中乗降できるリフトも存在する。
支曳索を張り渡す都合上、始点から終点までは平面的には直線である必要がある。高速リフトで乗ったまま進行方向が変わるものもあるが、2つのリフトをレール等の機構で渡っていくものである。
自動循環式は固定循環式に比べて2倍程度の速度で運行可能でありながら、乗降部分ではより低速で運転することが出来る。スキー場では、自動循環式リフトは高速リフトと呼ばれることが多い。握索装置の劣化や整備不良によるゴンドラリフト（チェアリフトと同じ構造を持つ）の事故が発生（索の上を滑走するか、最悪落下する）した事から一時問題になったことがある。
またこれらとは別に滑走式リフトと呼ばれる、スキー・スノーボードの利用客がロープを直接掴む、またはロープやケーブルに取り付けた搬器に跨がる・掴まる、あるいはバー等の支持具に掴まる・背中や腰にあてがう事で移動するリフトも存在する。

## 歴史
人間用の索道は、アジアでは1600年代以前から山岳地帯で谷を越えるための手段としてよく知られていた。これは、編んだ線を人が手で掴んで人力で横断するものであった。貨物を運搬するためのハーネスやかごにも革新的な改良が加えられた。
記録上で最初の機械式の索道は、ヴェネツィアのファウスト・ヴランチッチ（Faust Vrančić）が1616年に設計した複線式の乗客用のものである。業界では、一般にオランダ人ウィーブ・アダム（Wybe Adam）が1644年に初めての実用的なシステムを建設したと考えられている。この技術はヨーロッパのアルプス地方で発展したが、鋼索と電気駆動装置の出現によって急速に進歩し、広まった。第一次世界大戦は、イタリアとオーストリアの間で軍事用索道が大幅に利用されるきっかけとなった。
分かっているうちで最初のスキーリフトは、アメリカ合衆国アイダホ州サンバレーのスキー場に1936年に設けられたものである。このスキーリフトは、1939年以来サンバレー・リゾートの主要なスキーゲレンデとなったプロクター・マウンテン（より有名なボールド・マウンテンの3km東にある）に設置された。
このチェアリフトは、ネブラスカ州オマハにあるユニオン・パシフィック鉄道技術部のジェームズ・カラン（James Curran）によって1936年の夏に開発されたものである。カランはユニオン・パシフィックに務める前は、バナナを運搬船に積み込む輸送システムを開発する会社に勤務しており、バナナ用の鈎をいすに置き換えて、当時スキーヤーの運送用として一般的であったトボガン（toboggan）よりも収容人員が多く、Jバーリフト（滑走式リフト）よりも快適な機器を創り出した。カランの基本的な設計は、今日のチェアリフトでも未だに使用されている。最初のスキーリフトの特許は、1939年3月に、カラン、ゴードン・H・バナーマン（Gordon H. Bannerman）、グレン・H・トラウト（Glen H. Trout）に与えられた（U.S. Patent 2,152,235）。このプロジェクトを財政的に援助したのは、サンバレーの創設者であり、元ニューヨーク州知事のW・アヴェレル・ハリマン（W. Averell Harriman）であった。オリジナルの1936年のリフトは、後にミシガン州ボイン・マウンテンに移設され、その部品は現在も使用されている。
世界で2番目のチェアリフトは、1938年にオレゴン州マジックフッドに設けられたリブレット社（Riblet）のマジック・マイル（Magic Mile）と呼ばれるチェアリフトで、これは当時世界最長であった。これに先立って設けられたリフトもあったが、それらは採鉱運搬用に建設されたものをチェアリフトに転用したものであった（例えば、ユタ州パークシティにあった採鉱用索道は、1939年に人間用・スキー用に改造されている）。

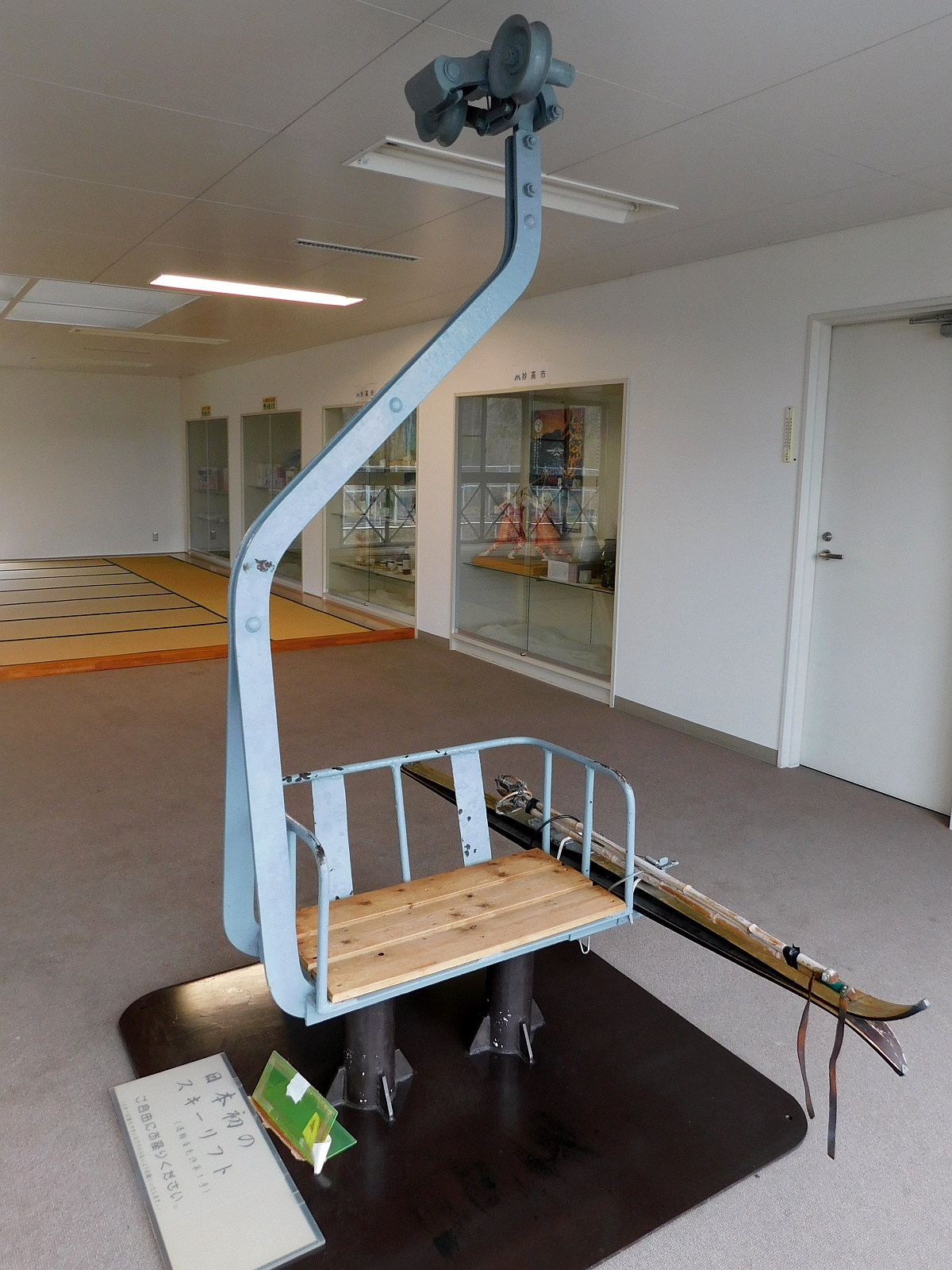
旧索道規則に基づくものとしては日本最初のリフト

ヨーロッパで最初のチェアリフトは、1940年にチェコ（当時のチェコスロバキア）に建設されたものである。また日本で最初のチェアリフトは、1946年（昭和21年）にかつて北海道札幌市の藻岩山に進駐軍専用として作られた「札幌スキー場」に架設されたものだが、現存せず、コンクリート台座の遺構だけが残っている。なお、民間用として最初に架設されたリフトは群馬県の「草津国際スキー場」（1948年（昭和23年）、現・草津温泉スキー場）のもの、1947年に制定された旧索道規則で最初に認可されたリフトは新潟県の「赤倉中央スキー場」（1950年（昭和25年）、現・赤倉温泉スキー場）及び「池の平カヤバスキー場」（同、現・池の平温泉スキー場）のものである。

### リフトの発展
スキーブームと共に増加したリフトであったが、比例して事故も増加するため安全対策も講じられてきた。安定のために搬器サイズが大型化し、手動で降ろすセイフティーバー（可動式手すり）が付き、自動で昇降するセイフティーバーも開発された。
また、快適性を高めるためにフットレスト（足・スキー・スノーボード板掛け）やフード付きのリフトも開発された。
2018年には日本国内で、同一索道上にゴンドラとリフトが混在する混合型リフトが世界で初めて導入された。混合型リフトは「コンビリフト」や「テレミックス」などとも呼ばれる。

## 構造
主な構造については索道を参照。ここでは索道に記述が無い物について記述する。
起点・終点停留場
- 原動装置

支曳索の動力源。モーターが使われる事が多く、停電等の非常用にはディーゼルエンジンなどの予備動力がごく一部の例外を除き備え付けられている。動力計算上は山頂側に原動装置を置いたほうが動力は少なくて済むが、通常は電源が得やすい山麓側に設けられることが多い。
- 緊張装置

支曳索の張力を調整する装置。一度設定した後で固定したままにする方式が多いが、長距離を運搬する事が多い自動循環式リフトの場合は常時自動的に調整する方式もある。固定循環式リフトの場合は原動装置と一体の設計が多いが、自動循環式リフトの場合は原動装置が比較的大きく、また、停留場の構造が複雑なことから分けて設置する傾向がある。
- 折返装置（滑車）

起点・終点での支曳索の折返しを行う。一方は原動装置に接続されている。
- 建屋

標高の高いところに設けられて風雪に曝される状況となる場所などでは、乗客や停留場自体の保護を目的として設置される事がある。自動循環式リフトである場合、この他に営業期間外の搬器格納庫も併設される事がある。
- ローディングカーペット

後述する固定循環式のペアリフト以上の乗車停留場乗り場付近に、乗車を補助するためのローディングカーペットと呼ばれるベルトコンベア様の乗車補助装置を併設することがある。ローディングカーペットは常時動いているタイプとリフト搬器の接近に合わせて自動的に動くタイプがあり、自動タイプはリフトの接近に応じてスキーヤー・スノーボーダーがカーペットに乗車すると動く物と、リフト搬器の接近を感知して動き始める物とがある。いずれの場合でも、通常は信号機・音響装置の合図・遮断機の開閉などによってタイミングを取って乗車する。ローディングカーペットが動く速度はリフト搬器の速度よりも遅めに設定されていて、リフト搬器とカーペットの間で相対的な速度差が少なくなる事で、特にリフトに乗り慣れない初心者の安全な乗車を促す事が出来る。
- その他、搬器の座面に雪が積もらないよう、自作の雪払い用固定式ブラシ（背もたれ無しタイプのシングルリフトに多い）や座面の上げ下げを行う装置（初期のペアリフトに多い）を設置したり、雪を払いのけるための圧縮空気噴出装置やブロワを設置するケースもある。

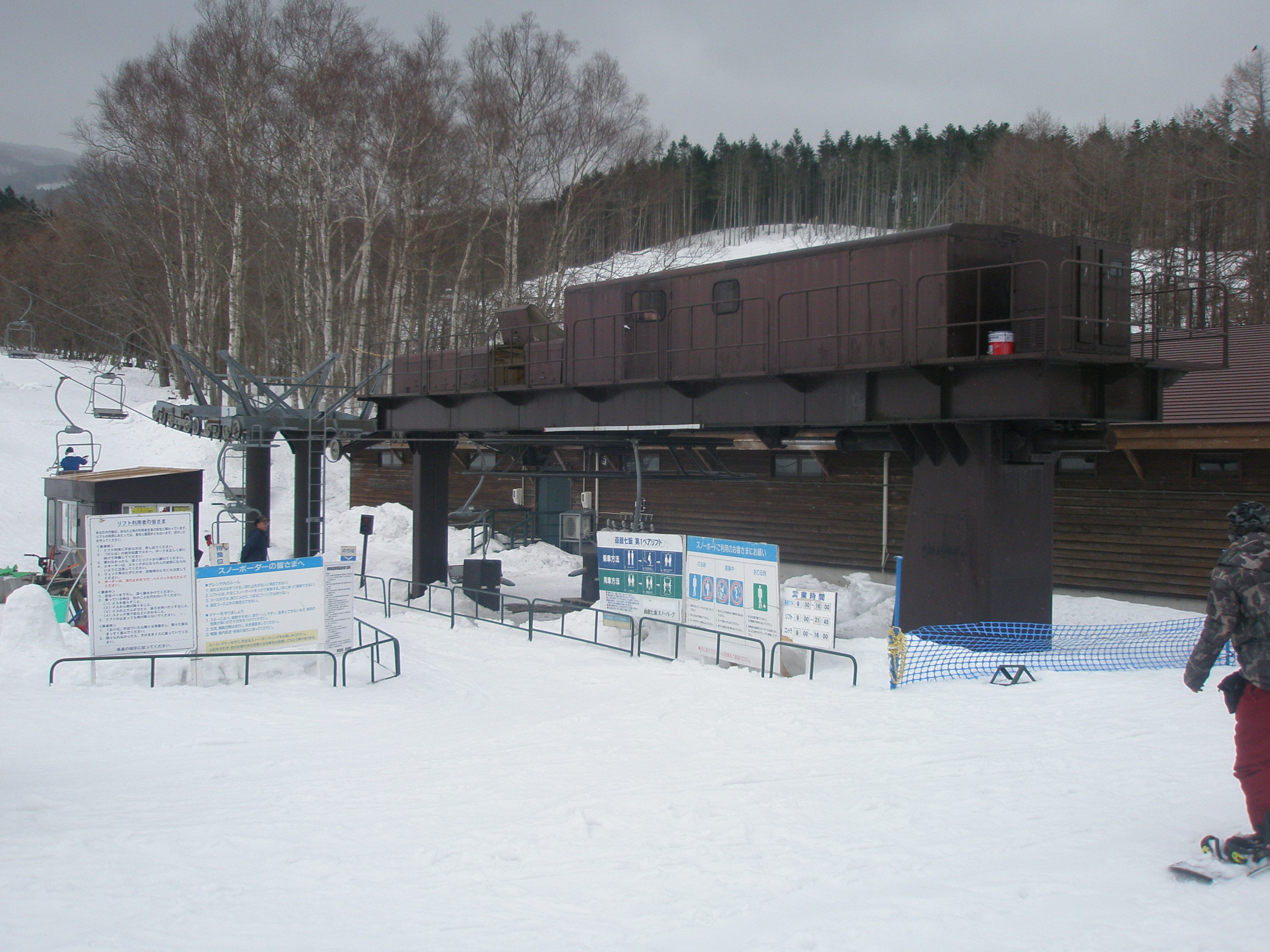
ペアリフト・起点停留場（函館七飯スノーパーク、2018年3月撮影）
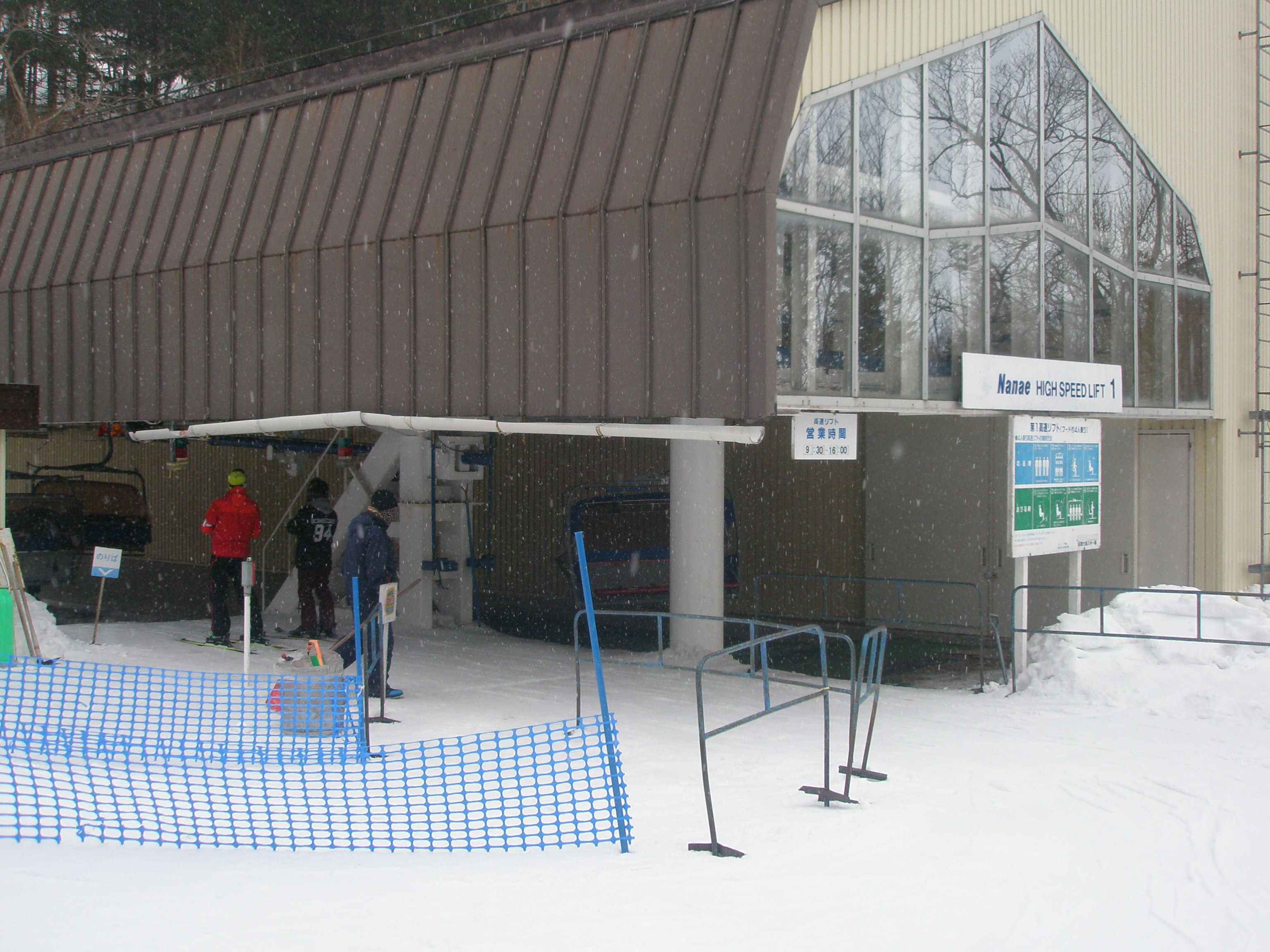
クワッドリフト・起点停留場（函館七飯スノーパーク、2018年3月撮影）
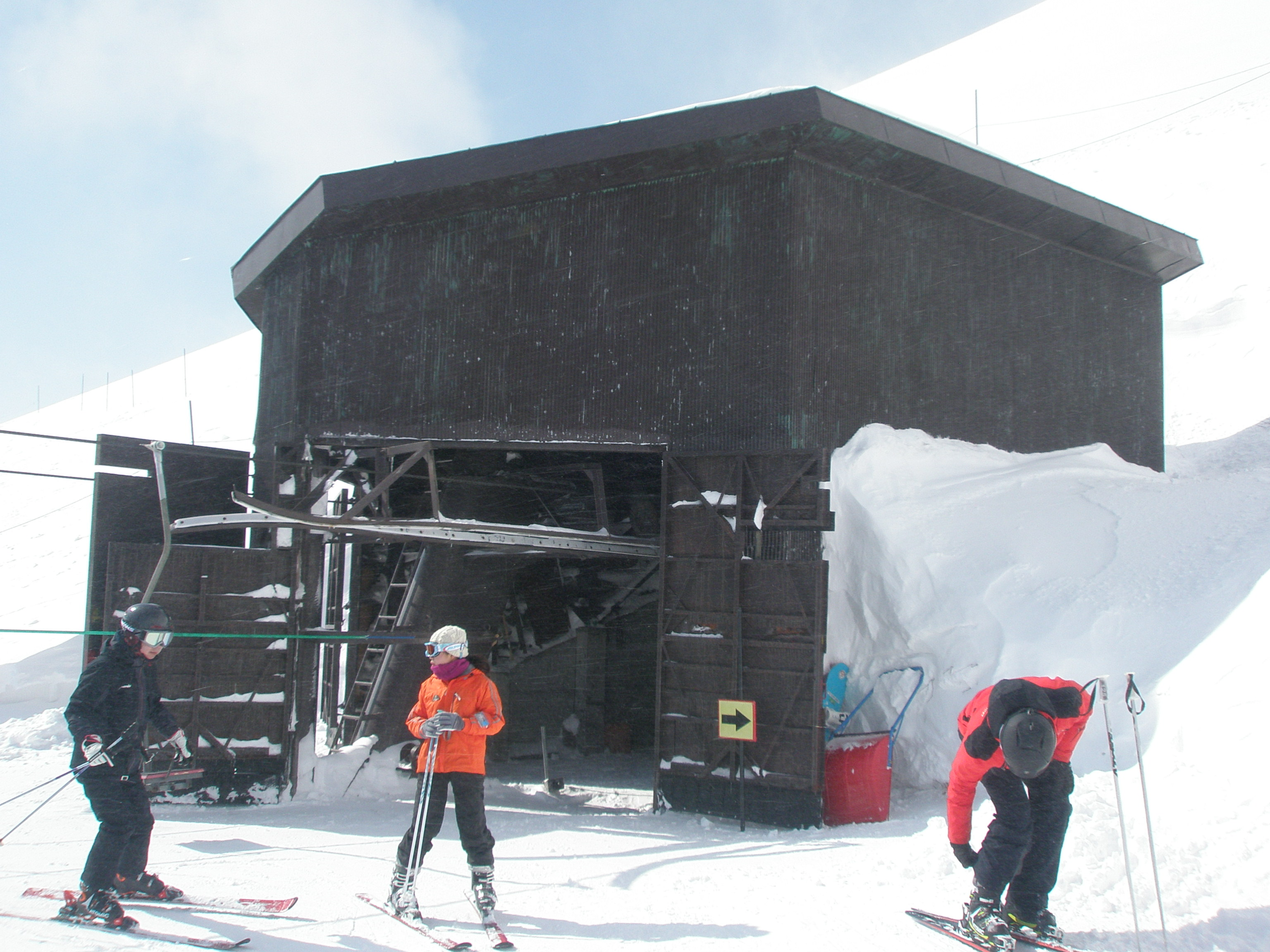
降車停留場・折返装置に設けられた建屋（ニセコ東急 グラン・ヒラフ キング第4リフト、2019年3月撮影）
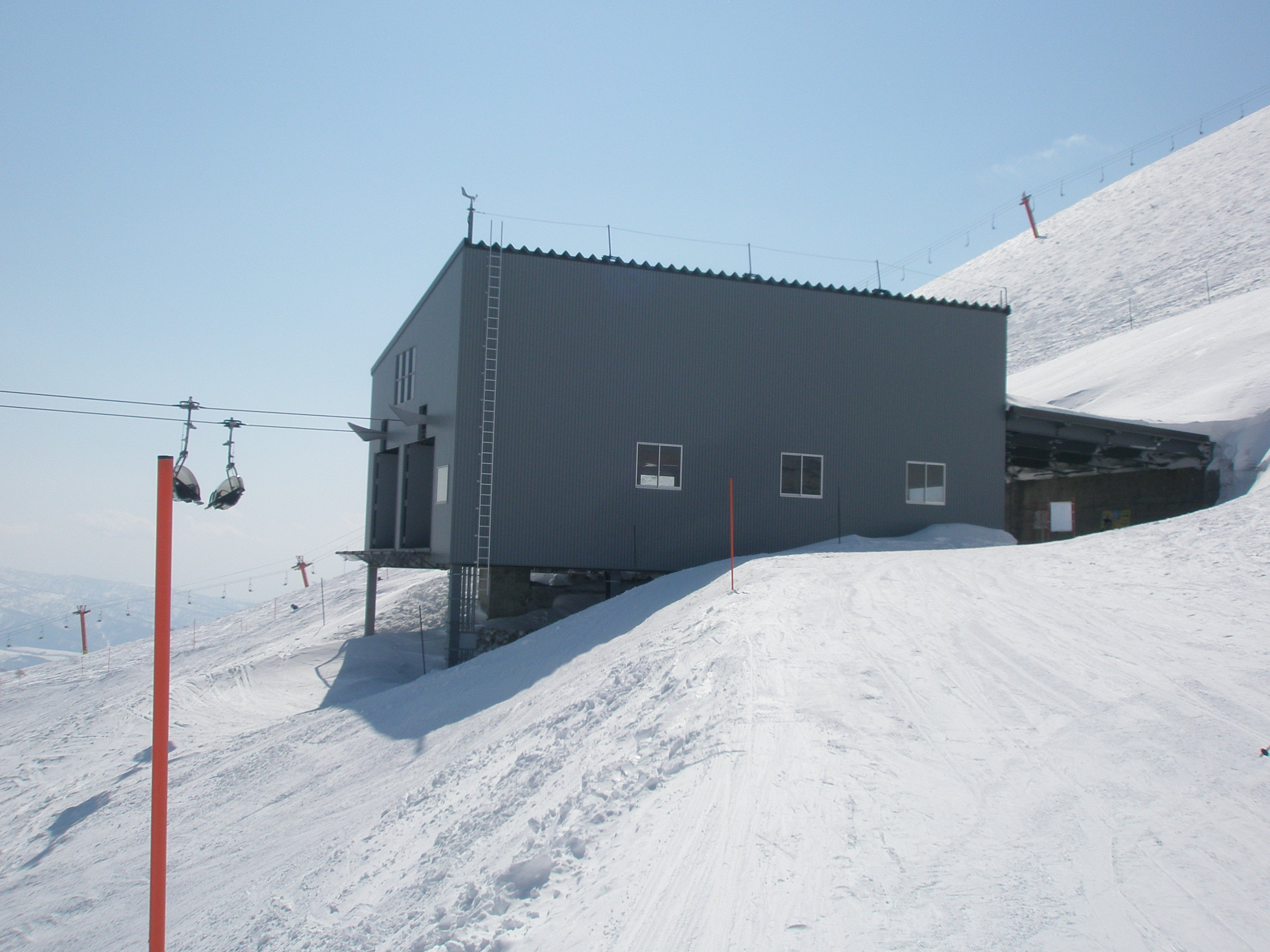
降車停留場の建屋（ニセコ東急 グラン・ヒラフ キング第3クワッド、2019年3月撮影）
- ペアリフト乗車停留場のローディングカーペット（ニセコアンヌプリ国際スキー場 ジャンボ第4ペアリフト、2022年3月撮影）
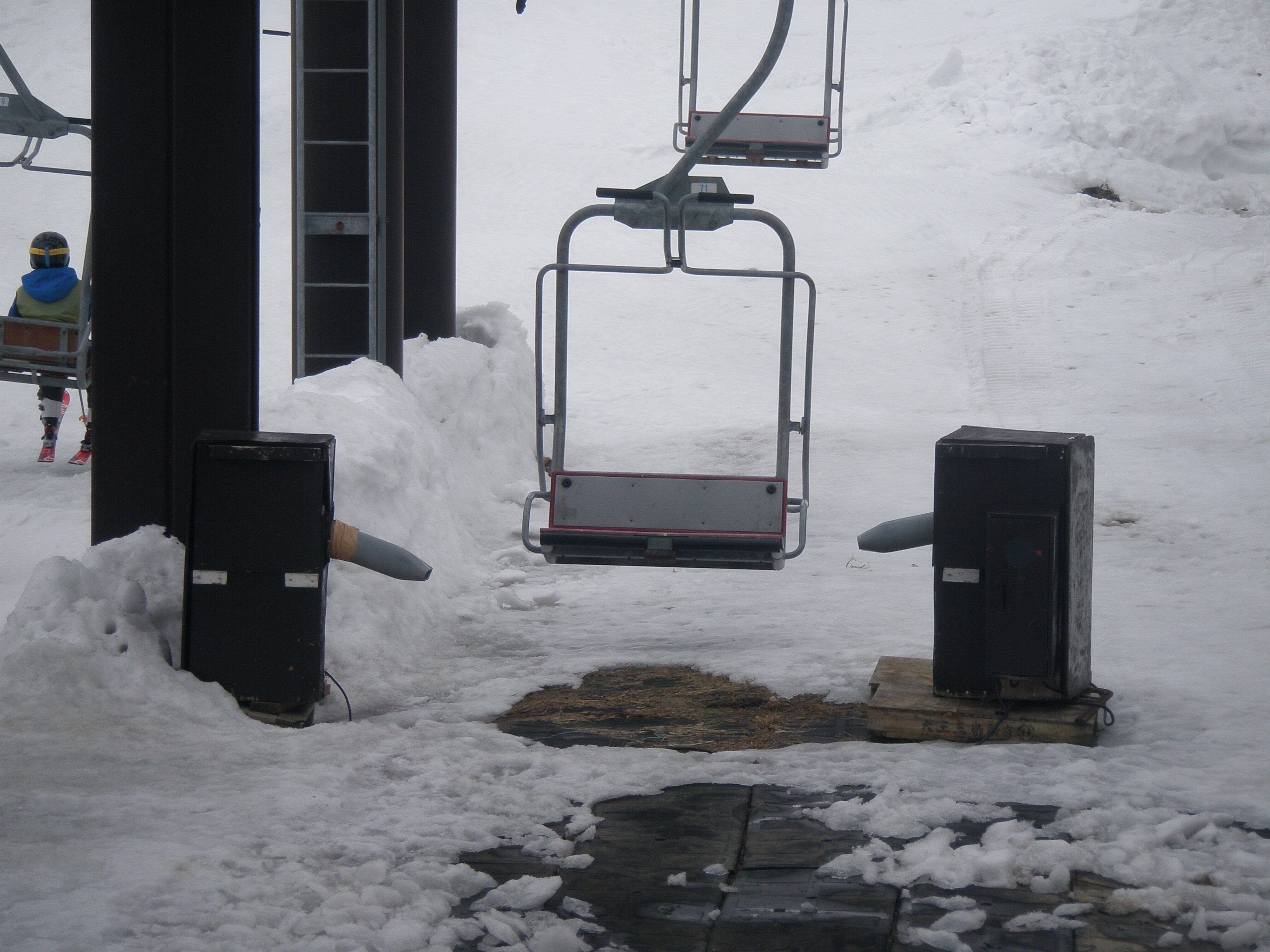
起点停留場に設置の、搬器の雪払い用ブロワ（函館七飯スノーパーク、2018年3月撮影）

- 支柱[11]

中間地点で支曳索を支えるためのもの。鉄塔・鋼管円筒形支柱・鋼板方錐形支柱に、支曳索を支持する滑車連からなる受圧索装置と脱索事故を検出する脱索検出装置とがセットで組み合わされ、それらの点検用に作業台が設置され、他に風速計や監視カメラ、乗客への案内用もしくは場内放送用のスピーカーが取り付けられることがある。
支柱はほぼ一定間隔で1本ずつ設置され、1本に付き両側に複数の滑車が取り付けられるが、負荷が大きくなる箇所では支柱や滑車数も増えてくる。なお脱索検出機構の制約のため、支柱の片腕あたりの滑車の数は必ず偶数である。
輸送力増強の目的で、2線のリフトを1本の支柱の両側に天秤のように懸垂するタイプや、2線のリフト支柱天頂を部材で繋いで門柱型とした物も存在するが、後のトリプルリフト・クワッドリフトなどの輸送力が極めて高いリフトに置き換えられる場合もある。
初期の滑車は鋼鉄のみの車輪だったが、支曳索のケーブル表面に作成上生じる凹凸や通過する搬器の握索装置による振動を滑車が拾って騒音を発するため、現在はすべて滑車溝に耐油性の合成ゴムを巻いて騒音を軽減したものが使われている。
初期の支柱はトラス構造の鉄塔が用いられ、スキーリフトにおいては誤って、または故意に鉄塔の隙間にストックなどを差し込んでしまってストックなどの破損や搬器からの転落事故とならないように、上り側のみに防護板が取り付けられていた。現在は大半が円筒形及び方錐形の支柱となり、ストックなどによる事故は起こりにくくなっている。
支柱は天頂部に多芯の電線を架設し、前述の脱索検出装置への配線や停止回路の引き通し、保安通信回線としての両停留場間の電話回線や風速計・監視カメラ等の回線が添架されるが、電気保安上の理由で基本的に電力線は添架されない。

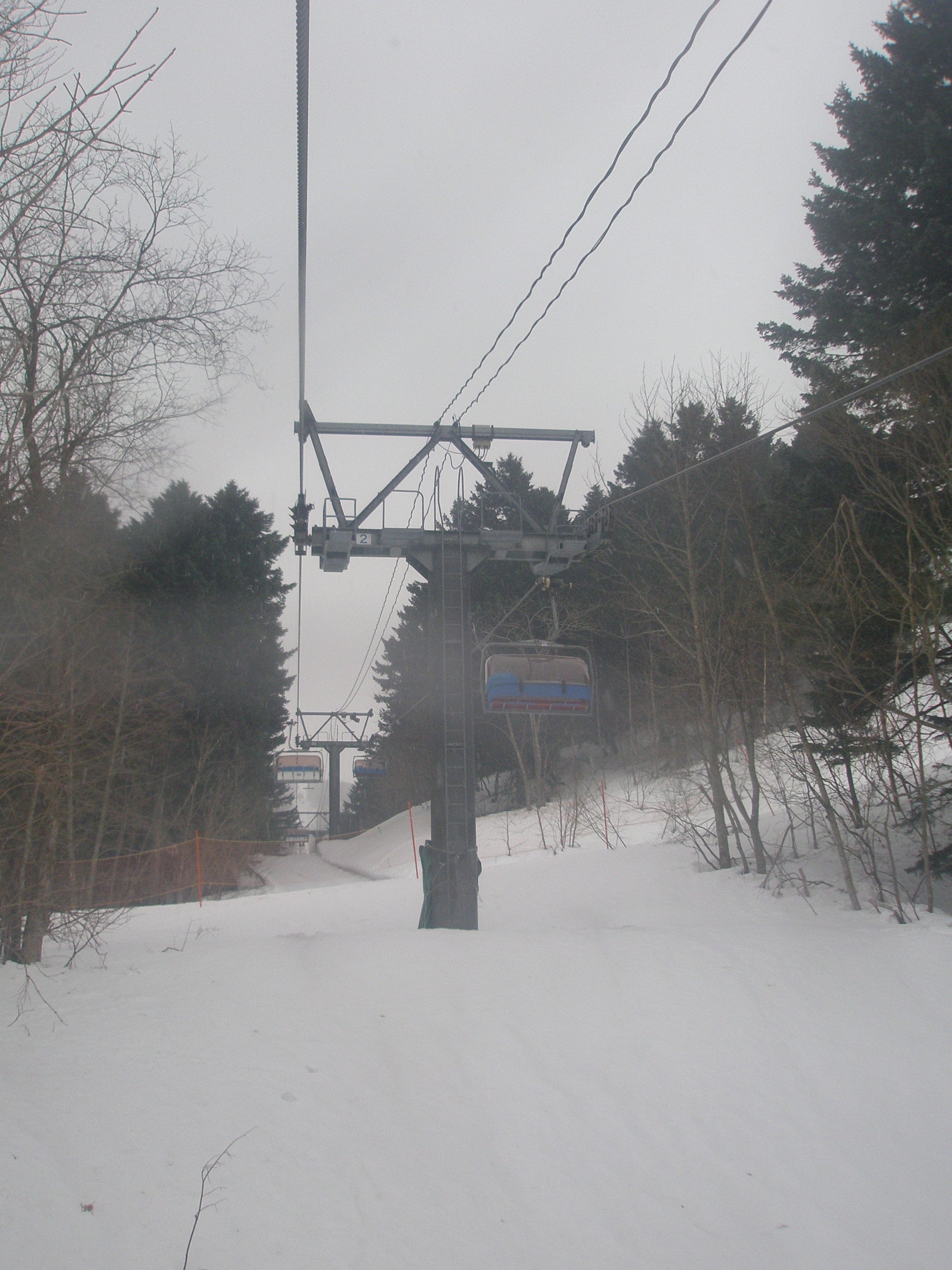
チェアリフト（クワッドリフト）支柱（函館七飯スノーパーク、2018年3月撮影）
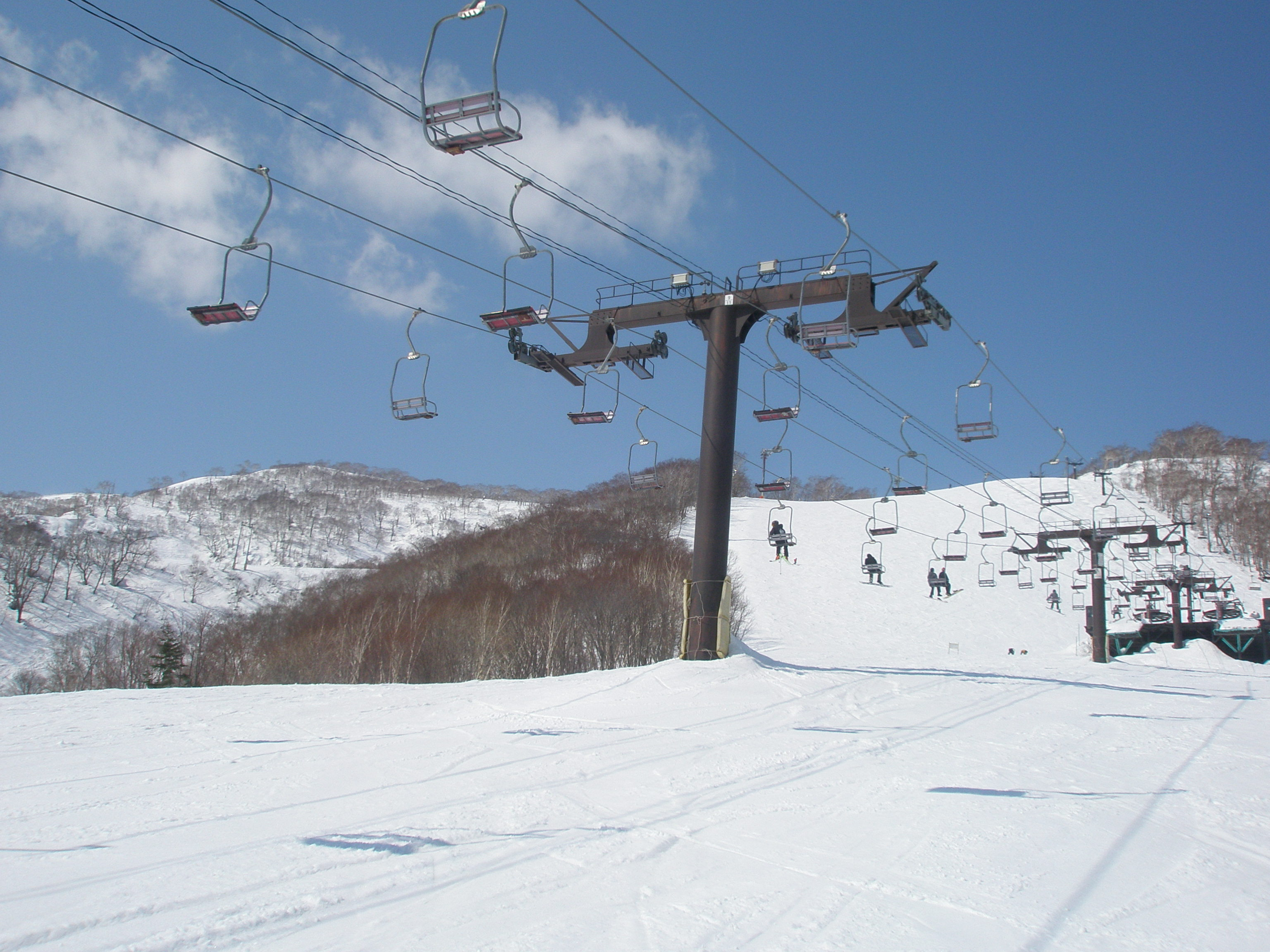
2線を1本の支柱で吊したペアリフト（ニセコ東急 グラン・ヒラフ キング第1A線・B線ペアリフト、2019年3月撮影）
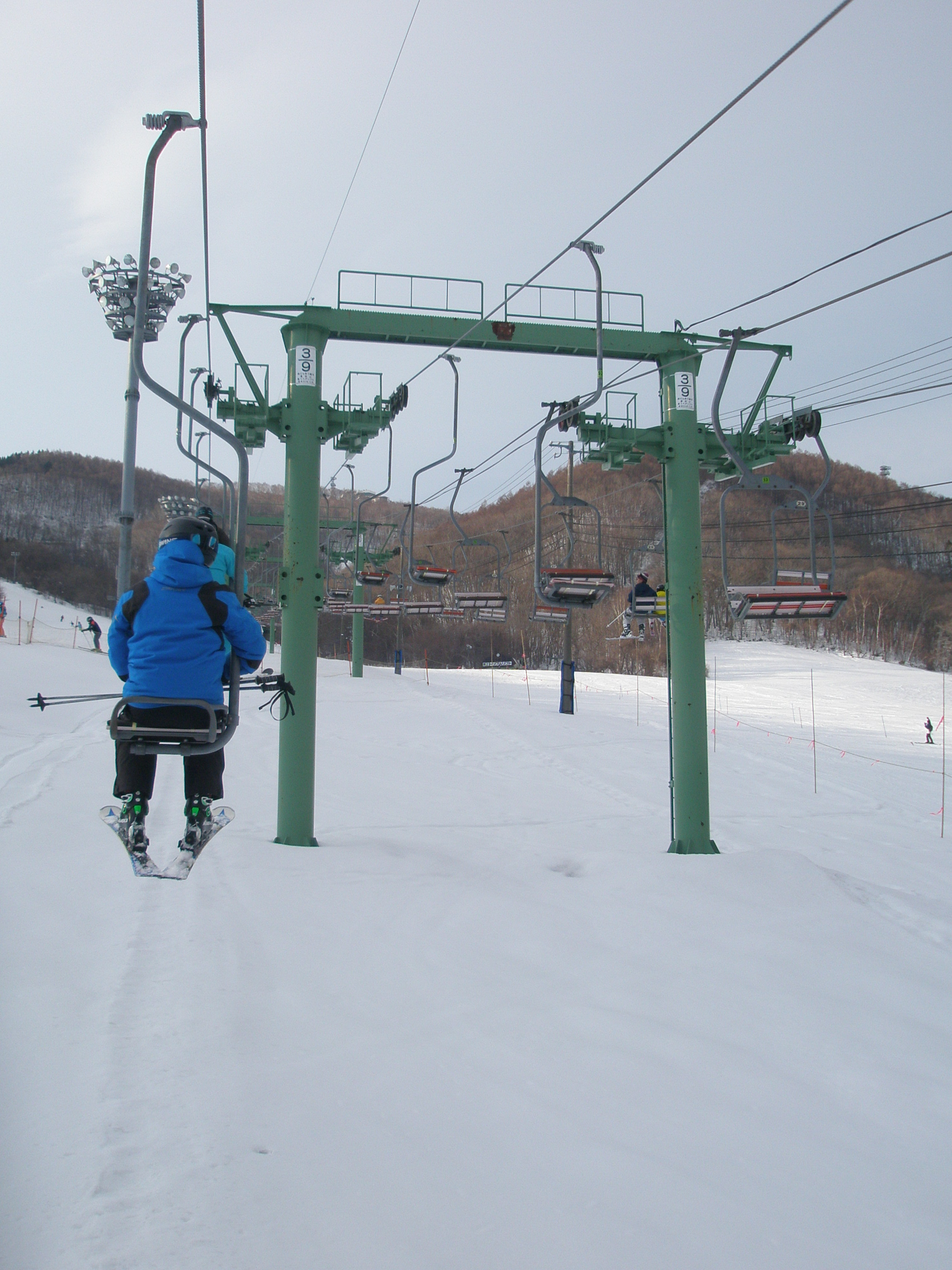
2線のリフト支柱を繋いで門柱型としたリフト支柱（札幌藻岩山スキー場 第1リフトA線・B線、2019年2月撮影）

- 搬器

初期タイプのチェアリフトで夏期運行を行う場合の搬器には屋根が取り付けられているタイプがある。現在はフード付きタイプに置き換えられるケースもある。
初期タイプのシングルリフトやペアリフトの座面は木板またはプラスチックが露出していたが、スキー用の寒さ対策として座面部分にポリウレタン等のシートを後付け改良するケースがあった。現在の搬器は最初から防寒シート付きの座面構造となっていて、さらに搬器の座席を本革のレザーシートとした上でヒーティングを施したものも作られるようになった。
セイフティーバーを設けている搬器では、ペアリフト以上の場合は定員数に応じた仕切りが設けられる事がある。従来は乗客と乗客の間に仕切りが入るような構造が多かったが、最近のトリプルリフト以上のものでは1人または定員で乗車の際は脚の間に仕切りが入るような構造のものもあり、座面の構造がフラットであれば、定員未満の乗車時に仕切りの間に座る事も出来る、柔軟な運用が可能なものもある。

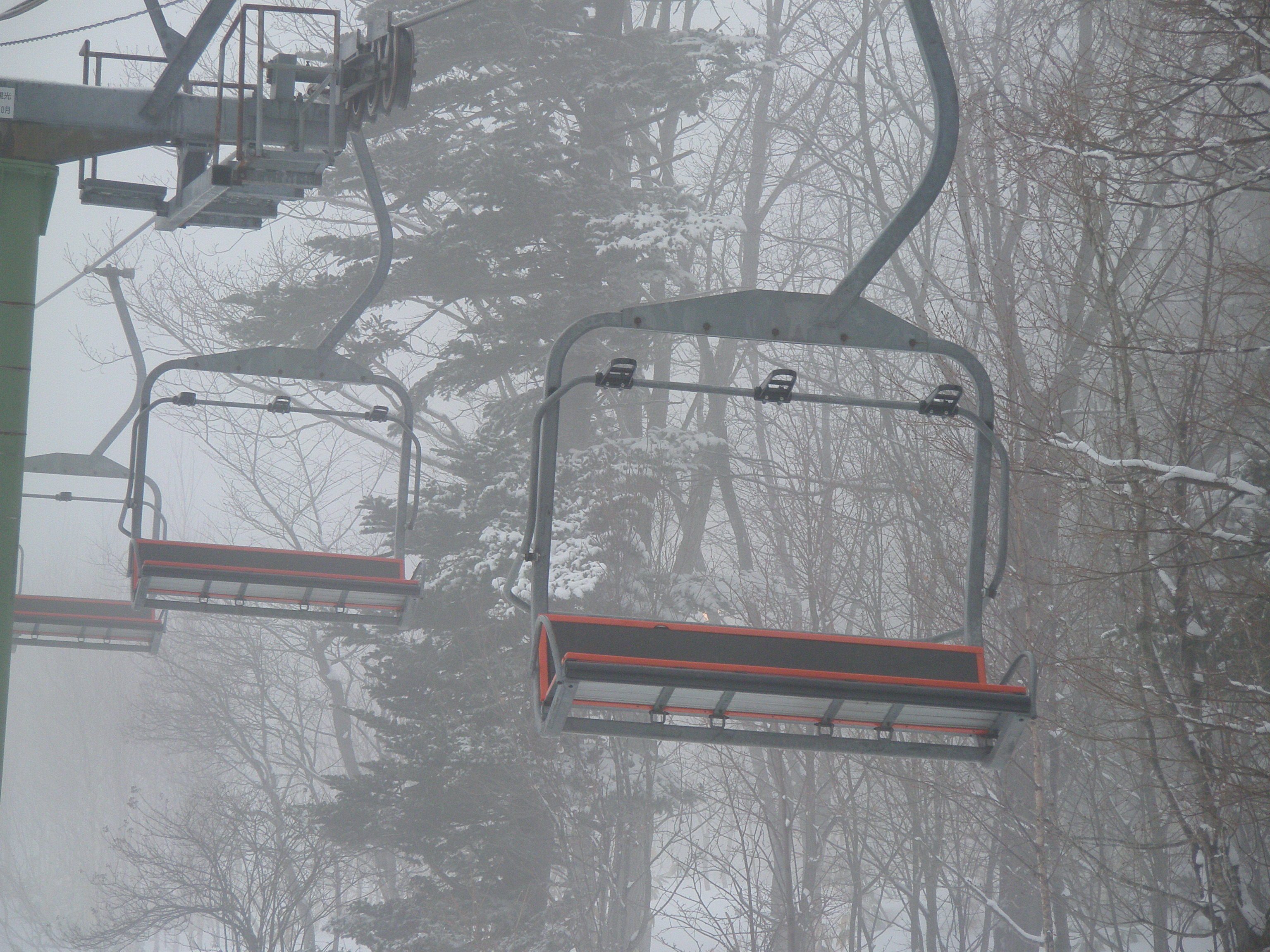
トリプルリフト搬器（札幌藻岩山スキー場 第2トリプルリフト、2019年3月撮影）セイフティーバーの仕切りが、1人及び3人乗車時は脚の間に入るようになっている
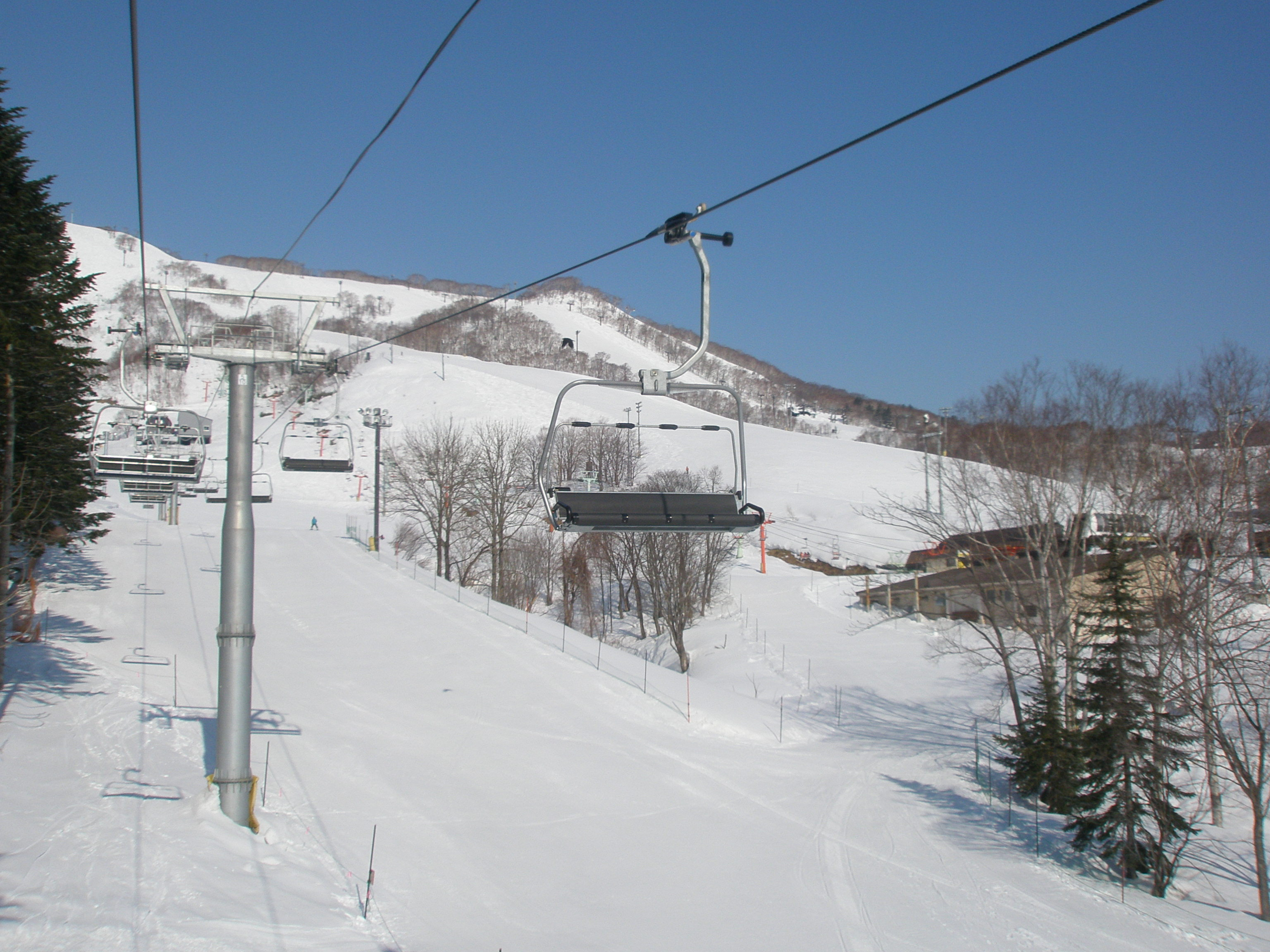
クワッドリフト搬器（ニセコ東急 グラン・ヒラフ エースファミリークワッド、2019年3月撮影）セイフティーバーの仕切りが、4人乗車時は脚の間に入るようになっている

防護板を持つトラス構造式支柱・鋼鉄製滑車・背もたれ無しシングルリフトの例が下の写真の通りである。

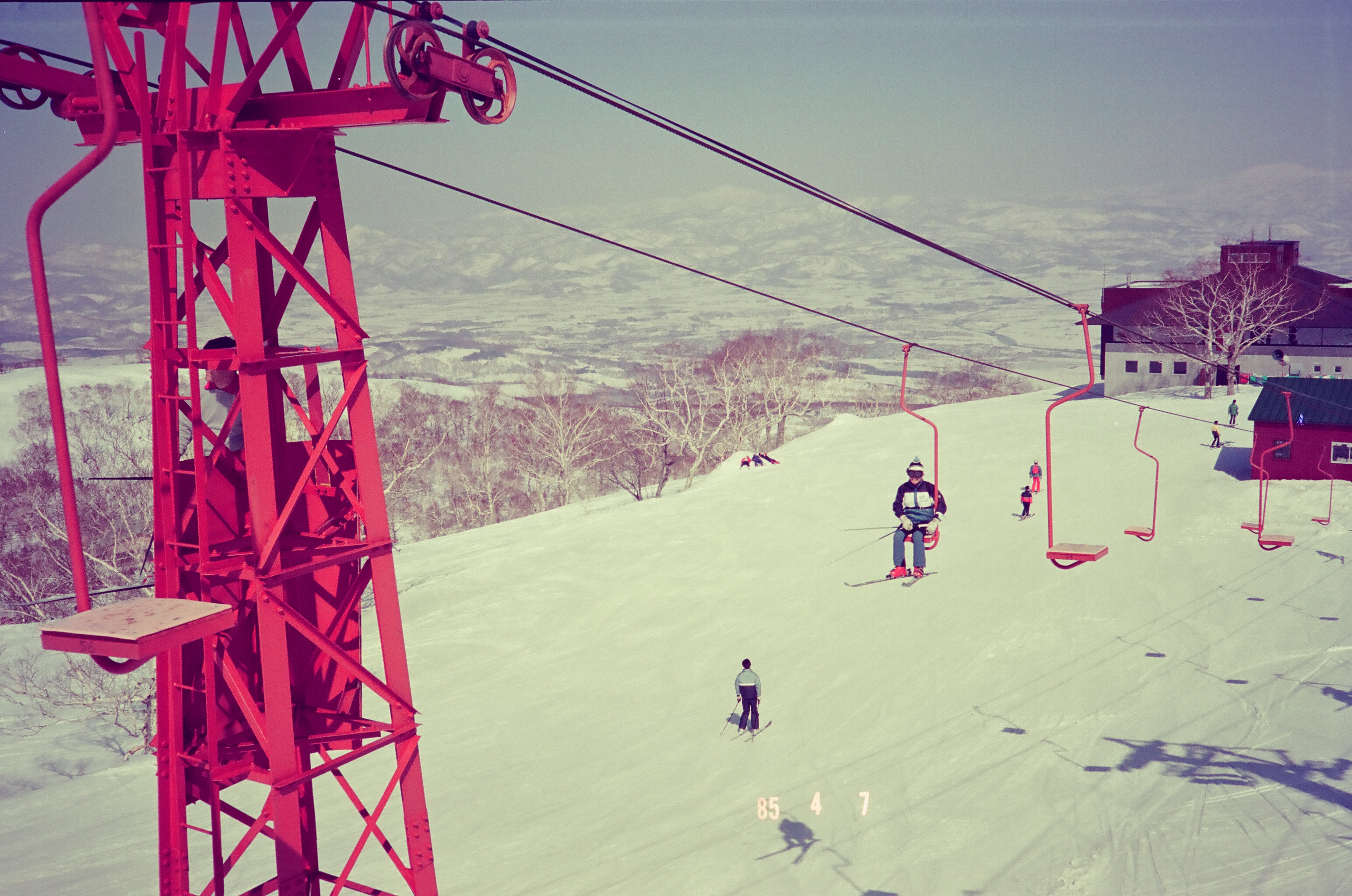
当時のニセコ国際ひらふスキー場アルペンリフト（後のニセコマウンテンリゾート グラン・ヒラフ→ニセコ東急 グラン・ヒラフ）のシングルリフト アルペン第3A線リフト（1985年4月撮影）

チェアリフト自体は屋外に設置する金属構造物であるため、設備寿命は最も長命な支柱ではおよそ30年 - 50年あるが、繰り返し屈曲を受ける支曳索は消耗品で数年ごとに交換が必要であり、原動機だけでなく繰り返し強大な荷重の掛かる原動滑車・折返滑車やそれを支えるベアリングも疲労寿命の観点から長期的には交換が必要であるものの、チェアリフトそのものは総じて長命である。しかしながら日本においてはスキー人口の減少に伴う収入減から維持修繕費が捻出できず、やむ無くスキーリフトを休廃止したり、あるいはスキー場ごと閉鎖する例が後を絶たない。

## 乗車定員による区分
1人乗り、2人乗り、3人乗り、4人乗り、6人乗り、8人乗りがある。
乗車定員が2人以上のものも定員以下（例えば6人乗りには1人 - 5人）で乗車可能である。ただし混雑緩和のために相乗りを求められることがある。相乗りを求められる状況として、乗車位置の前に「シングルレーン」や「お一人様用」等と称する専用のレーンが設けられていることがあり、この場合、1人客のスキーヤー・スノーボーダー等はこのレーンに並び、係員の誘導で空いている席に相乗りする。また海外の例で、クワッドリフト以上の乗車停留場付近に十分なスペースがある場合、1人 - 最大8人（最大人数はリフトの種類による）ごとのグループ別レーンを設けて、定員に合わせた人数の組み合わせをして相乗りさせる方式を取る事もある。

### シングルリフト
シングルリフトは、1人乗りのチェアリフトである。
座席の背もたれや手すりが1人乗りゆえに小さい事が多く、時にスキーリフトでは背もたれや手すりを付けていない、座面だけのものもある。
降車時はスキーリフトの場合、搬器から外側に踏み出して移動する必要がある事から、初心者は降車時に戸惑うケースもある。また、上級者専用コースにスピードの速い「高速シングルリフト」なるものが設置されている場合があり、これは乗降時のスピードも速いのでリフトの乗降に技術が必要で、初心者には不向きである。なお、一部のシングルタイプスキーリフトにおいて、降車後に前方のスロープを滑り降りる形式があり、降車が幾分楽なものもある。
揺れが大きくなりやすいため、乗車中に何らかの理由でリフトが停止すると危険な状態となる場合もあるので、通常は搬器のバーにしっかり掴まるか、腕を掛けている事が推奨されている。
近年では輸送力に勝る他の種類のリフトが増え、その数は減少している。

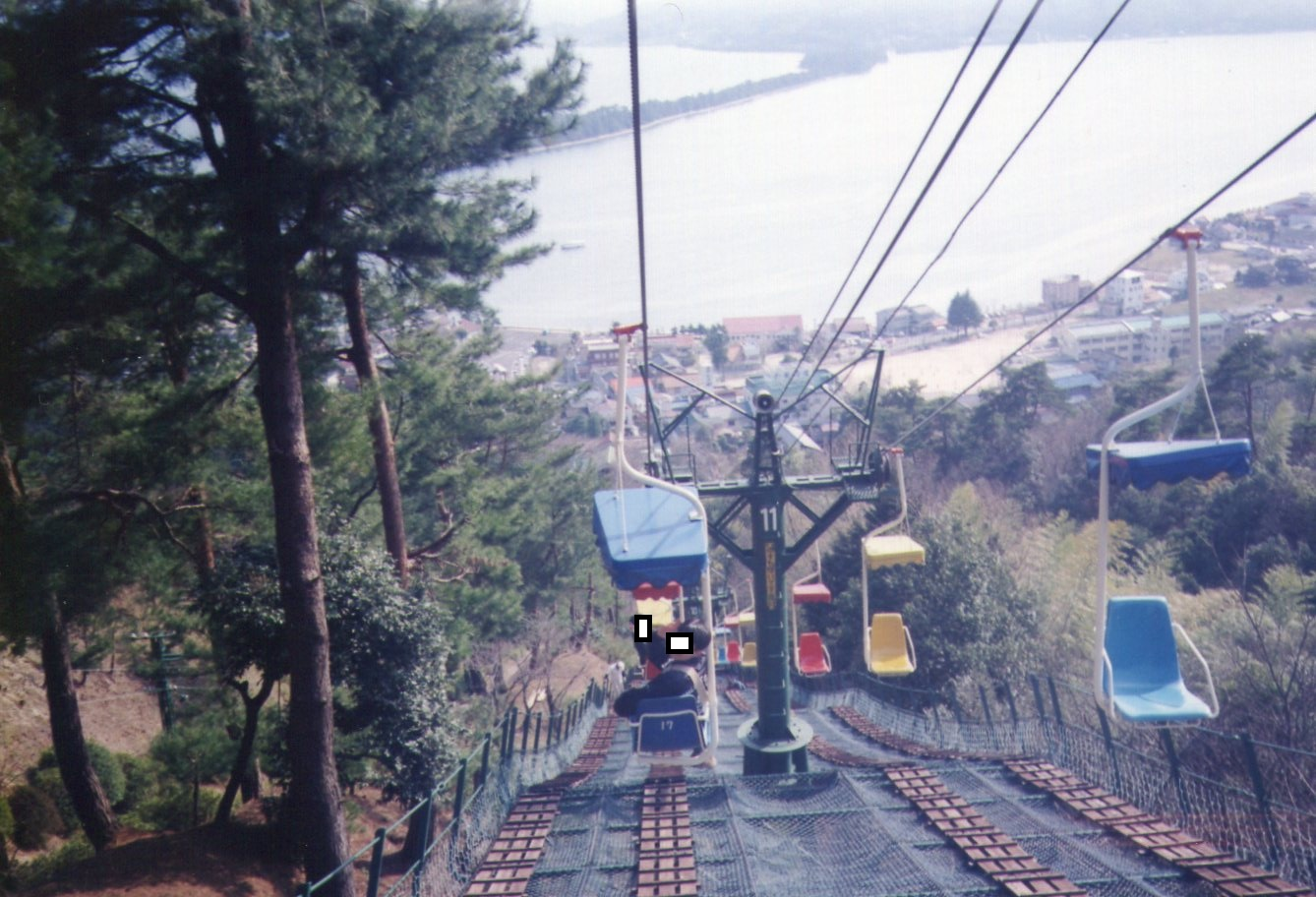
丹後海陸交通天橋立リフトの下りシングルリフト（1993年3月20日）
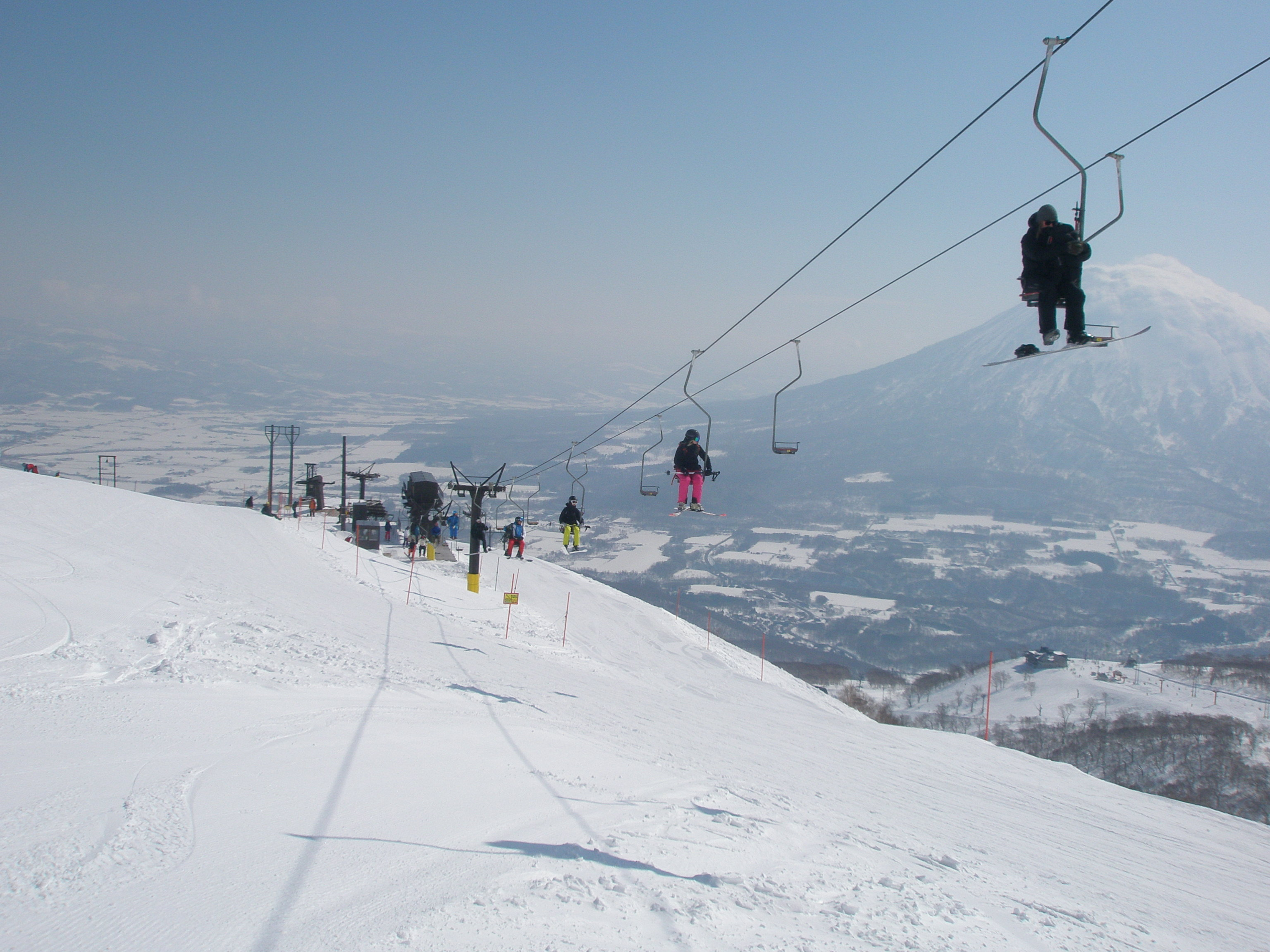
ニセコ東急 グラン・ヒラフのシングルリフト キング第4（2019年3月撮影）
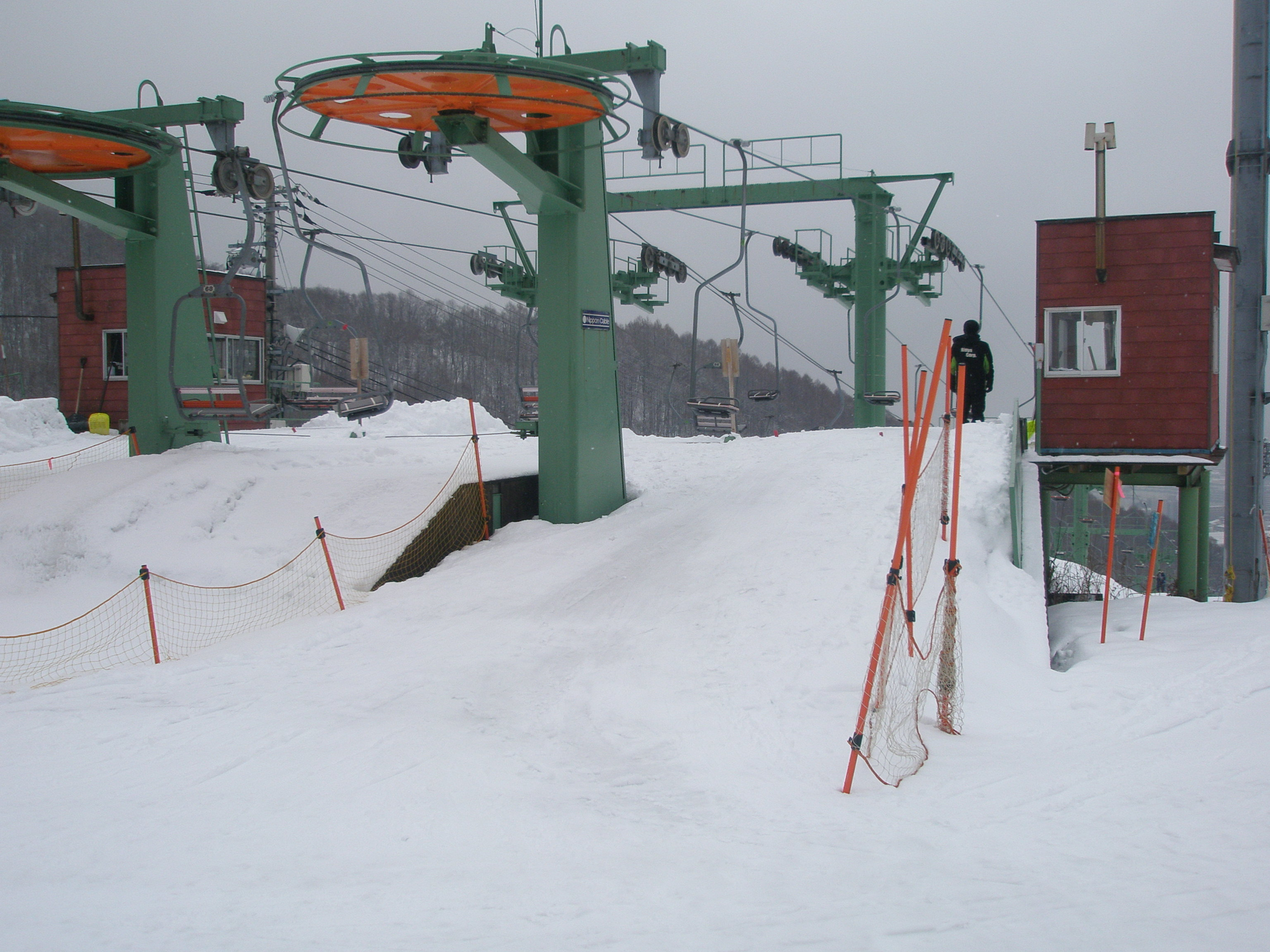
降車停留場がスロープとなっている札幌藻岩山スキー場のシングルリフト 第1リフトA線（2019年3月撮影）

### ペアリフト
ペアリフトは、2人乗りのチェアリフトである。「ロマンスリフト」と言われることもある。
日本のスキー場で一番多く見かけるタイプのリフトである。ほとんどは乗降の際に減速しない固定循環式が採用されているが、距離の長いコースなどでは一部に高速運転が可能な自動循環式も設置されている。それにつれてフード付きのリフトも生産されている。
2人で乗る時、大人2人の場合や、主に初期タイプ固定循環式のシートの横幅が狭いリフトなどは、お互いに真ん中に詰めあわないとリフトの手すりに太ももなどをぶつけることがあるのでその点は注意する必要がある。近年のペアリフトは搭乗者の体格向上などもあり、搬器のシート幅が大きく作られるようになってぶつける可能性は低くなってきたが、それでも油断は禁物である。なお、ペアリフトや後述するトリプルリフト以上の定員の乗車停留場では、乗車位置と定めている場所の雪面に搬器座面幅分かつ1人分の座席幅ごとに色分けしたプレートなどを設置している事が多く、そのプレートなどを立ち位置の目標とする事で手すりへの衝突がかなり回避可能となっている。
比較的長距離のものなど、ペアリフトによっては転落防止用のセイフティーバーが付いていることがあり、セイフティーバー・仕切り・フットレストが一体となっているものもある。

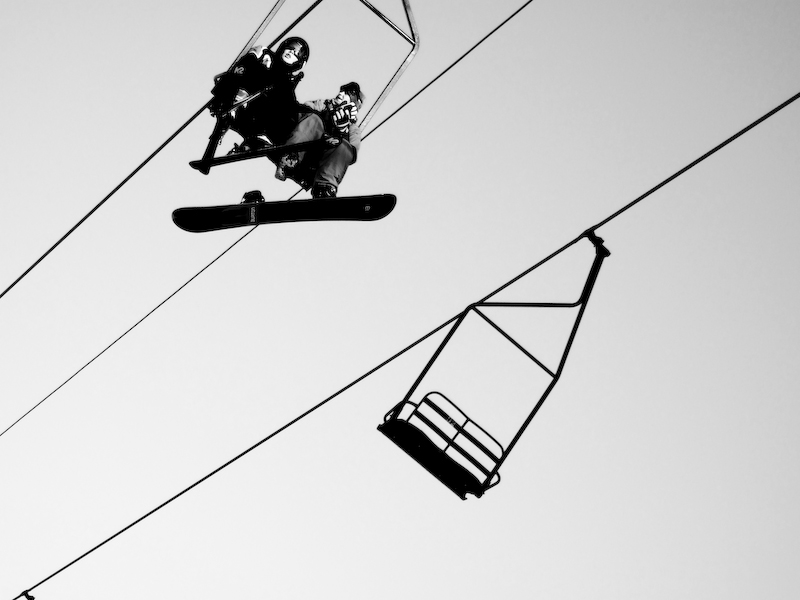
アメリカ合衆国オレゴン州マウントフッドの固定循環式2人用チェアリフト（ペアリフト）
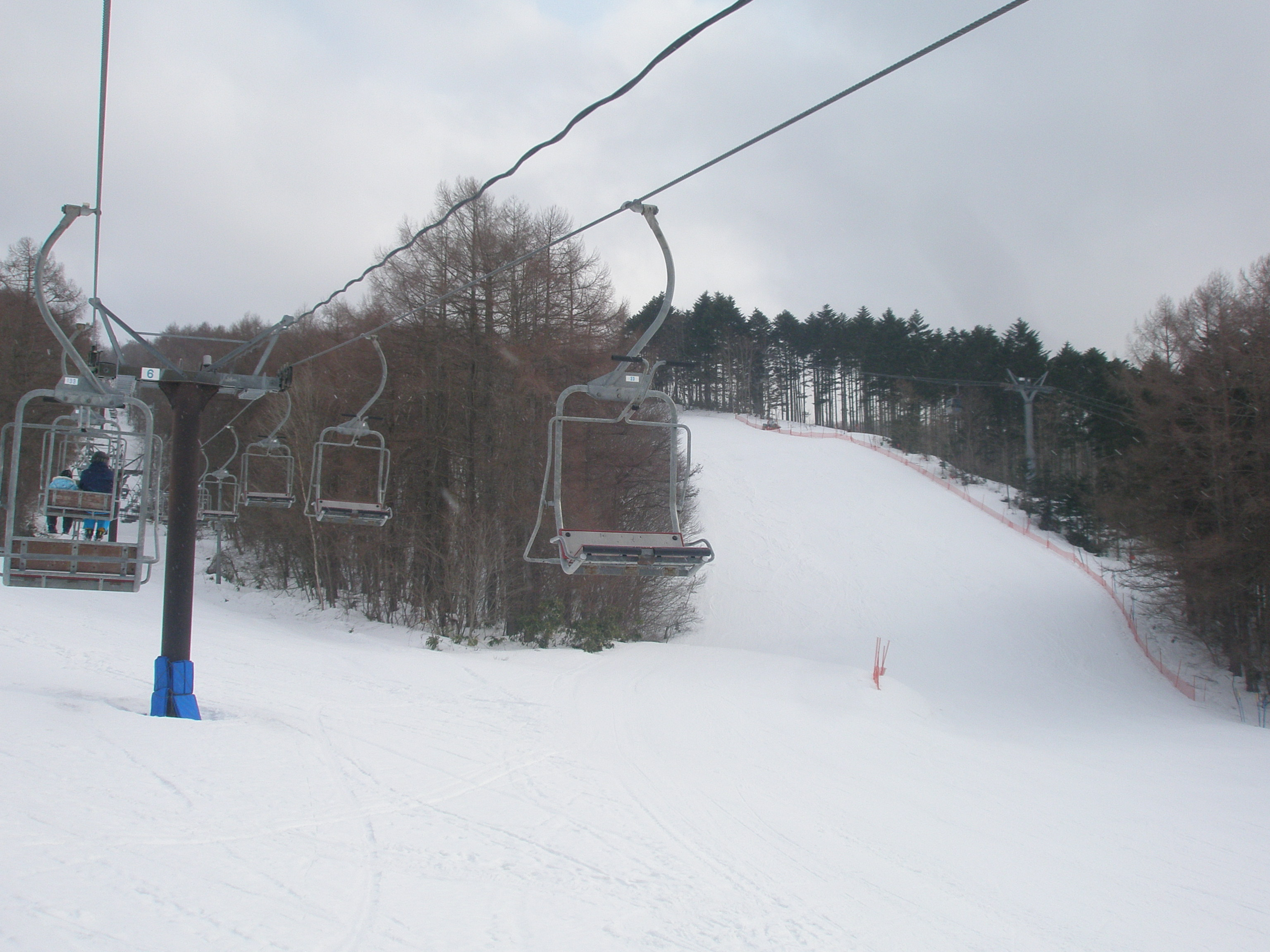
フットレスト一体型のセイフティーバー付きペアリフト 函館七飯スノーパーク 七飯第1ロマンスリフト（2018年3月撮影）

### トリプルリフト
トリプルリフトは、3人乗りのチェアリフトである。
セイフティーバーが付いたものもある。一時期、多く設置されたが、混雑時はペアの乗客の隣に1人の客を相乗りさせざるを得ないという欠点があり、クワッドリフトが現れてからは、あまり新設されていない。
トリプルリフトの中でも、可動式のフード（屋根）付きトリプルリフトは特に珍しく、日本では福島県の裏磐梯猫魔スキー場に1基、会津高原だいくらスキー場に2基、長野県の菅平高原スキー場に1基があるのみである。また、かつては北海道のニセコ国際ひらふスキー場高原リフト（当時、後のニセコマウンテンリゾート グラン・ヒラフ→ニセコ東急 グラン・ヒラフ）に2016年4月まで1基設置されていたが、現在はクワッドリフトに置き換えられている。

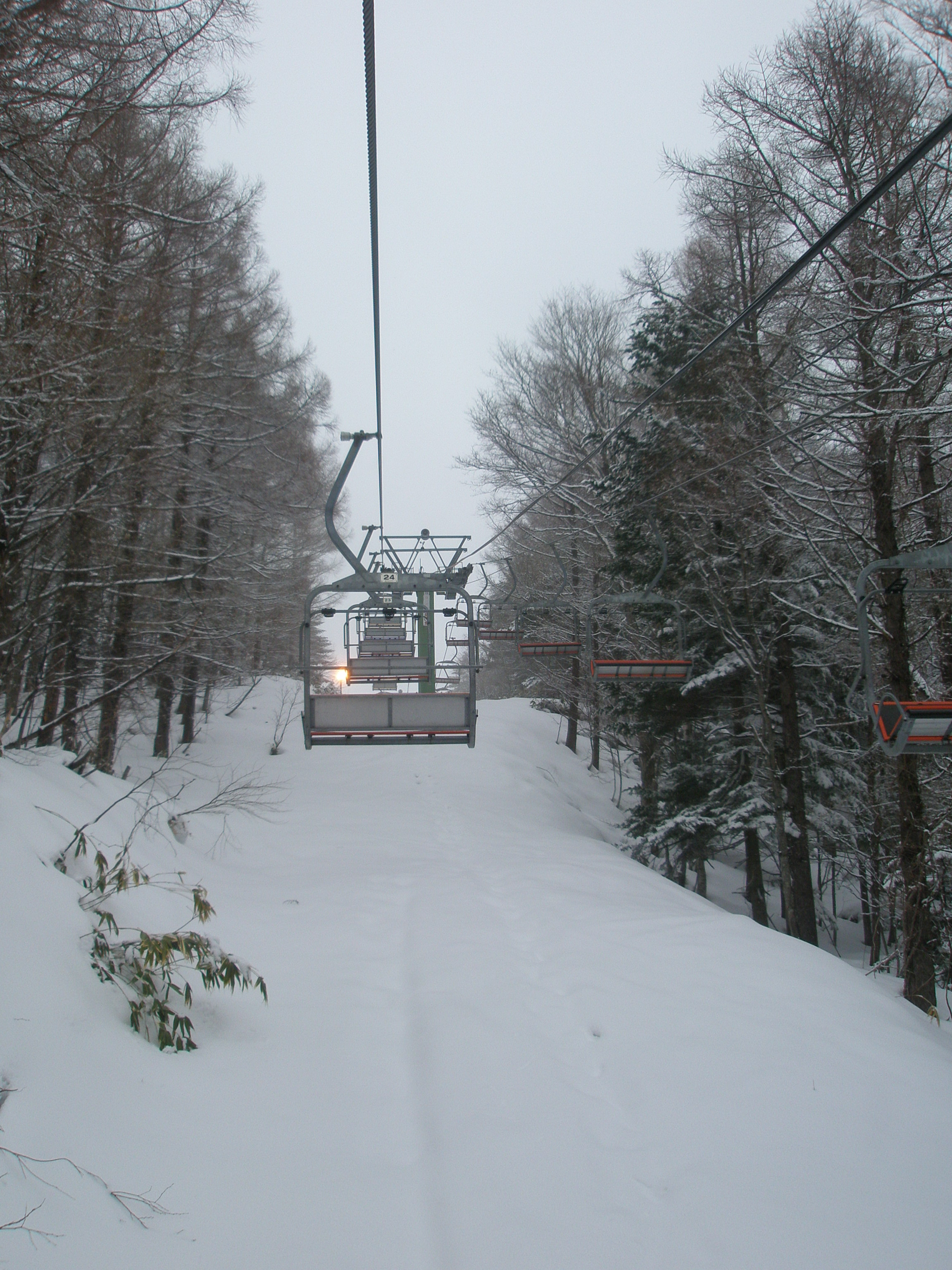
札幌藻岩山スキー場 第2トリプルリフト（2019年3月撮影）
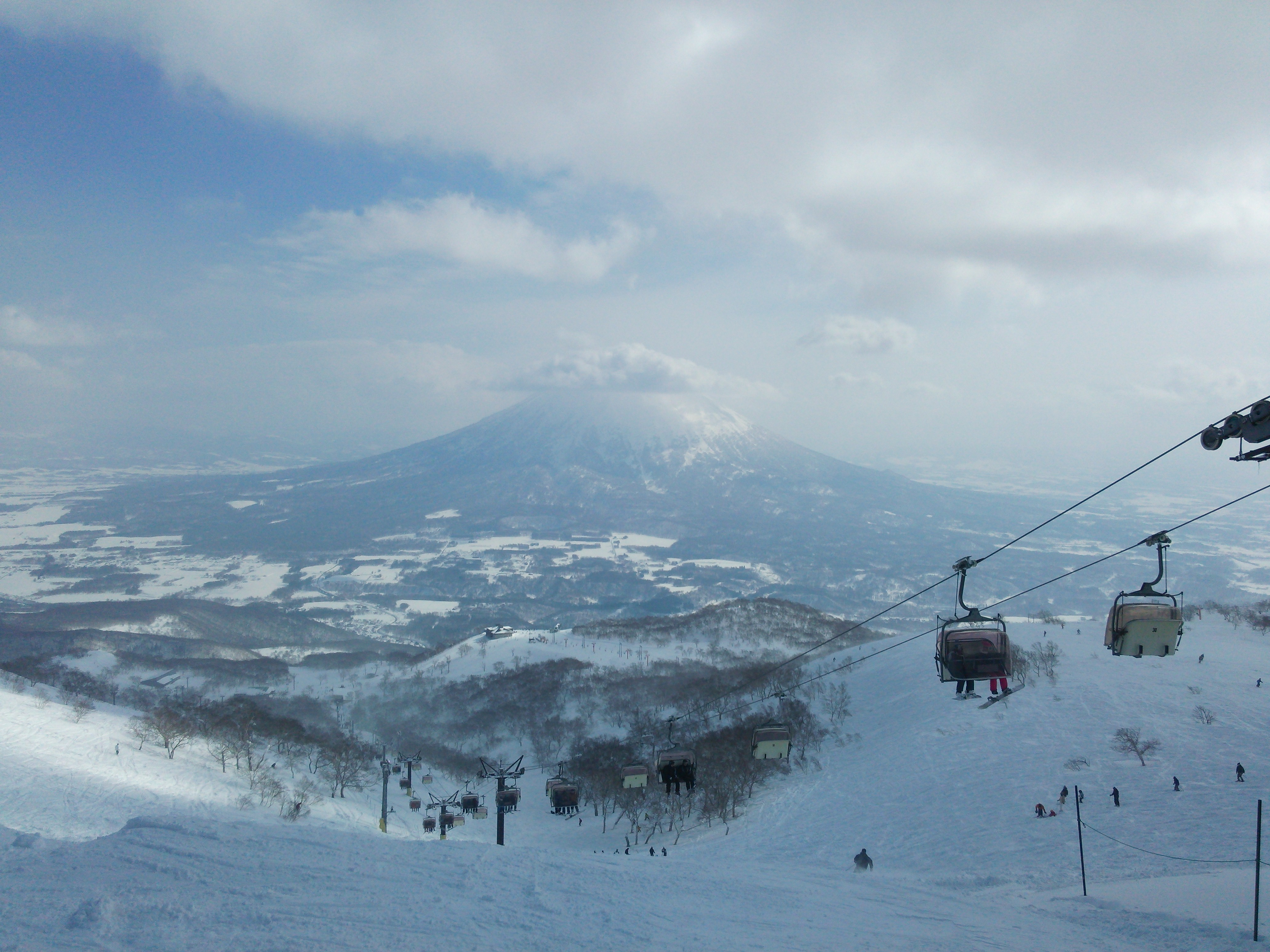
かつてニセコ国際ひらふスキー場高原リフト（当時、後のニセコマウンテンリゾート グラン・ヒラフ→ニセコ東急 グラン・ヒラフ）に設置されていた屋根（フード）付きトリプルリフト キング第3トリプル （2014年3月撮影）

### クワッドリフト
クワッドリフトは、4人乗りのチェアリフトである。
4名が横並びに座れる形態をしている。いすを一人分ずつ区切ったものもある。クワッドを必要とする設置個所では輸送力が求められるため高速リフトである場合が多く、それに伴い可動式のフード（屋根）に覆われるものもある。これにより雪や雨、風から体を守り、かつ安全で快適に、高速に乗客を輸送することが出来る。このフードは手動で開閉できる場合もあるが、危険防止のために乗降時・緊急時・その他運行主体側が認めている場合を除いては乗車中の開閉を禁止されているケースがほとんどである。
その形状から中央で一人乗りをすると把持する箇所がなくなるため、基本的にセイフティーバーがあり、フットレストが併設されている場合もある。トップシーズン前後に登坂用として使用される可能性のあるリフトについては、座席背後にスキー板ハンガーを装備するものもある。
輸送力が高いため、主に、人気の高い、混雑するコースや長距離のコースに使われる。
また、顧客満足の観点から、旧来のリフトの設備更新に伴って安全・高速・快適なフード付きクワッドを使うこともある。
日本で最初に設置されたクワッドリフトは、ニセコ国際ひらふスキー場アルペンリフト（当時、後のニセコ東急 グラン・ヒラフ）にて1985年に設置された「アルペンセンターフォー」（後に「エース第2クワッド」と改称）である。

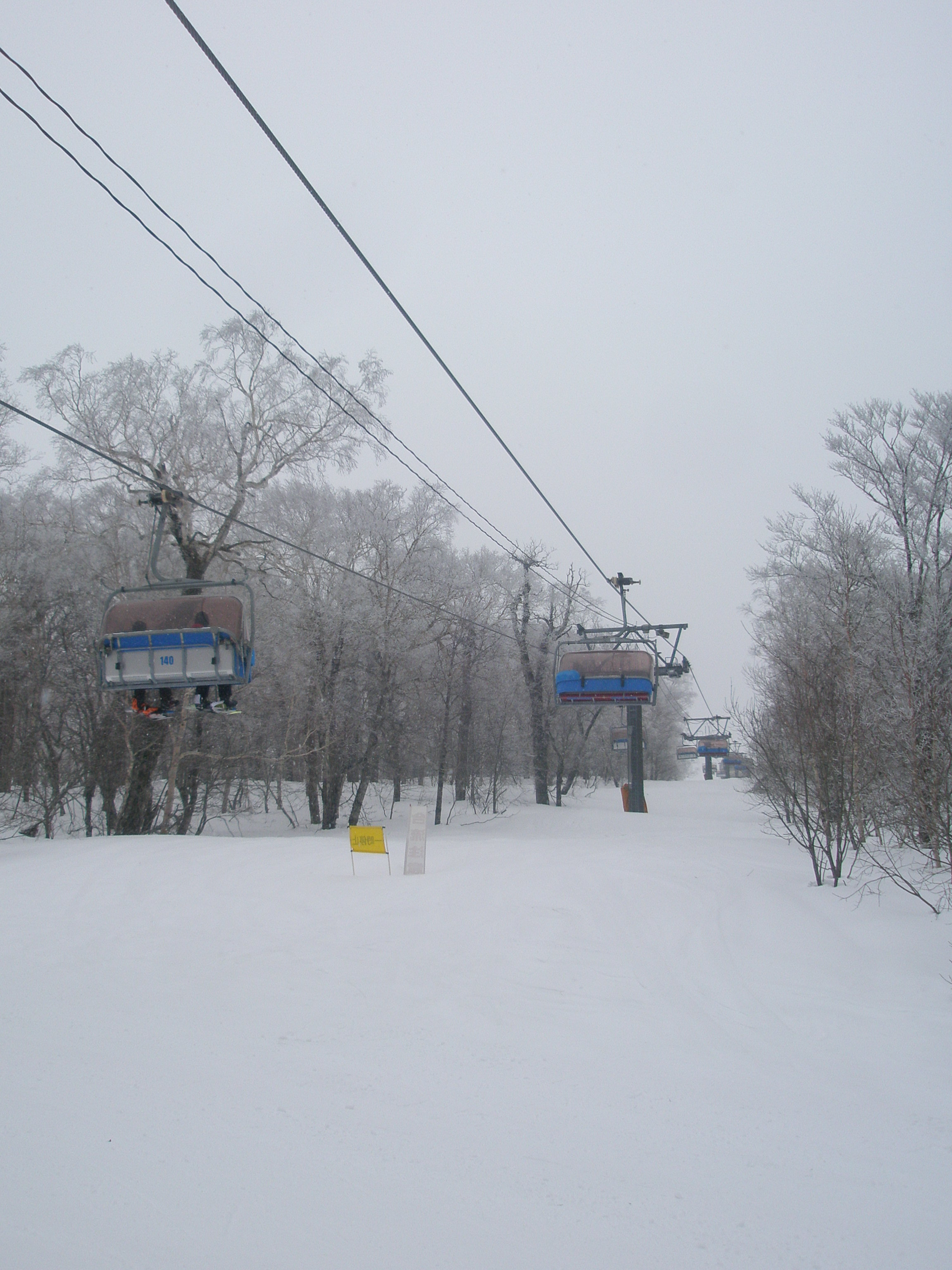
フード・セイフティーバー・フットレスト付きクワッドリフト 函館七飯スノーパーク 七飯第1高速リフト（2018年3月撮影）
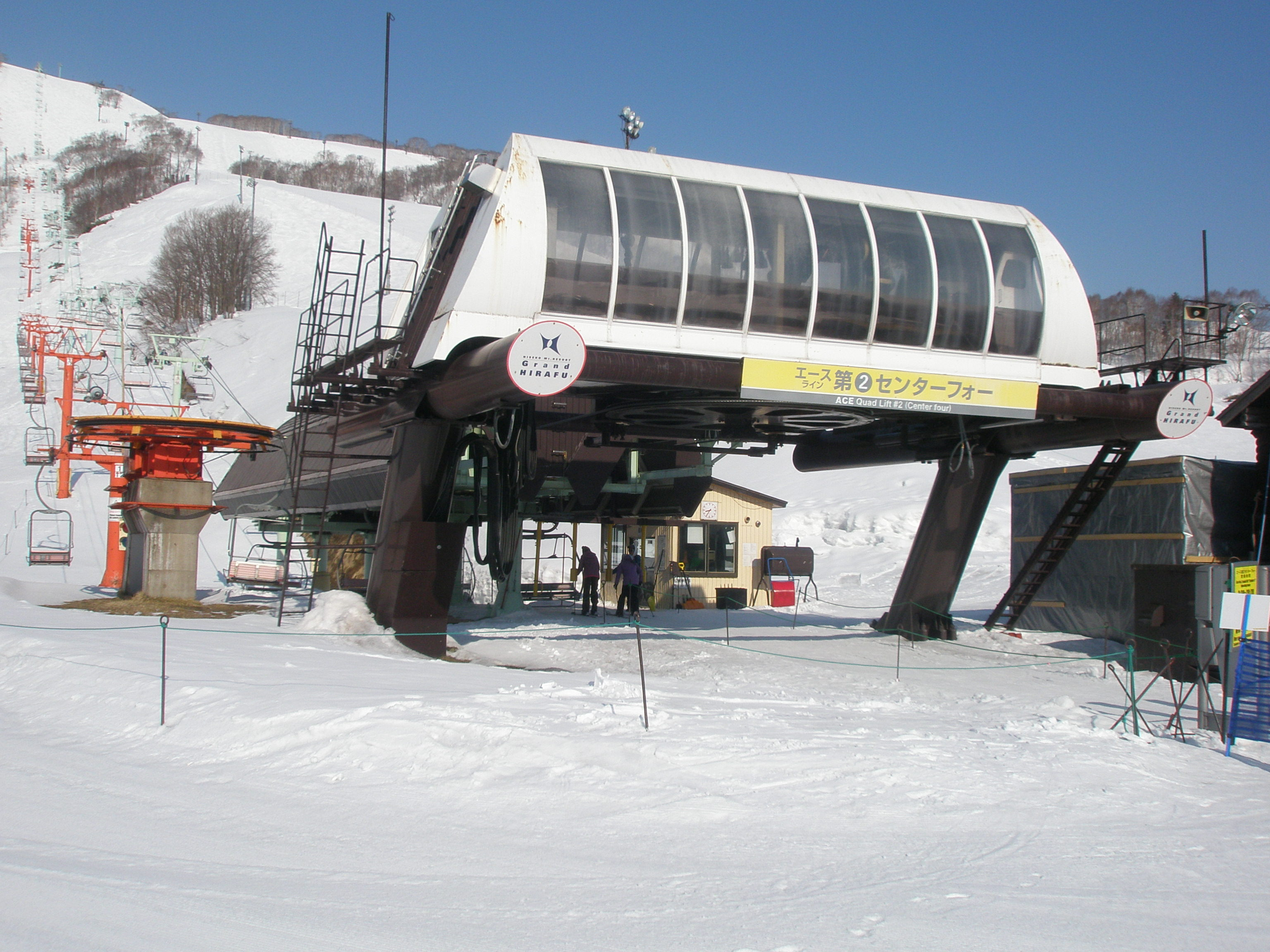
日本で初めて設置されたクワッドリフト ニセコ東急 グラン・ヒラフ エース第2クワッド（旧称：アルペンセンターフォー、2019年3月撮影）

### 6人乗りリフト
6人乗りリフト（ろくにんのりリフト）は、6人乗りのチェアリフトである。
構造はクワッドリフトと同様に転落防止と把持が目的のセイフティーバーがあり、合わせてフットレストや可動式フードが取り付けられている事もある。乗降時はメインケーブルから外れ速度が落ちる自動循環式を採用している。
日本では、シングルリフト、ペアリフト、トリプルリフト、クワッドリフトのような固有名称が付けられていないために「6人乗りリフト」と呼ばれているが、アメリカなどでは「シックスパック（英: six pack）」（en:Chairliftおよびen:Detachable chairlift参照）と呼ばれている。
日本では2021年12月現在、広島県の芸北国際スキー場、新潟県の石打丸山スキー場、北海道のニセコビレッジやニセコHANAZONOリゾートなどで設置され、徐々に設置箇所を増やしている。石打丸山スキー場のものは6人乗りチェアリフトと10人乗りゴンドラが、ニセコビレッジのものは6人乗りチェアリフトと8人乗りゴンドラが同じケーブルで混合運用される「コンビリフト（テレミックス）」方式が採用されている。
日本国外ではオーストラリアやアメリカのスキー場ではよく見かけるリフトである。現時点での日本国内で運行されているリフトとしては最も乗車人数の多いリフトで、ポマ（POMA）などの海外製のものが導入される例があるほか、唯一日本国内で製造している日本ケーブル製のものもある。日本で初めて設置されたのは芸北国際スキー場で、フード付きタイプではニセコHANAZONOリゾートのものが日本初となる。

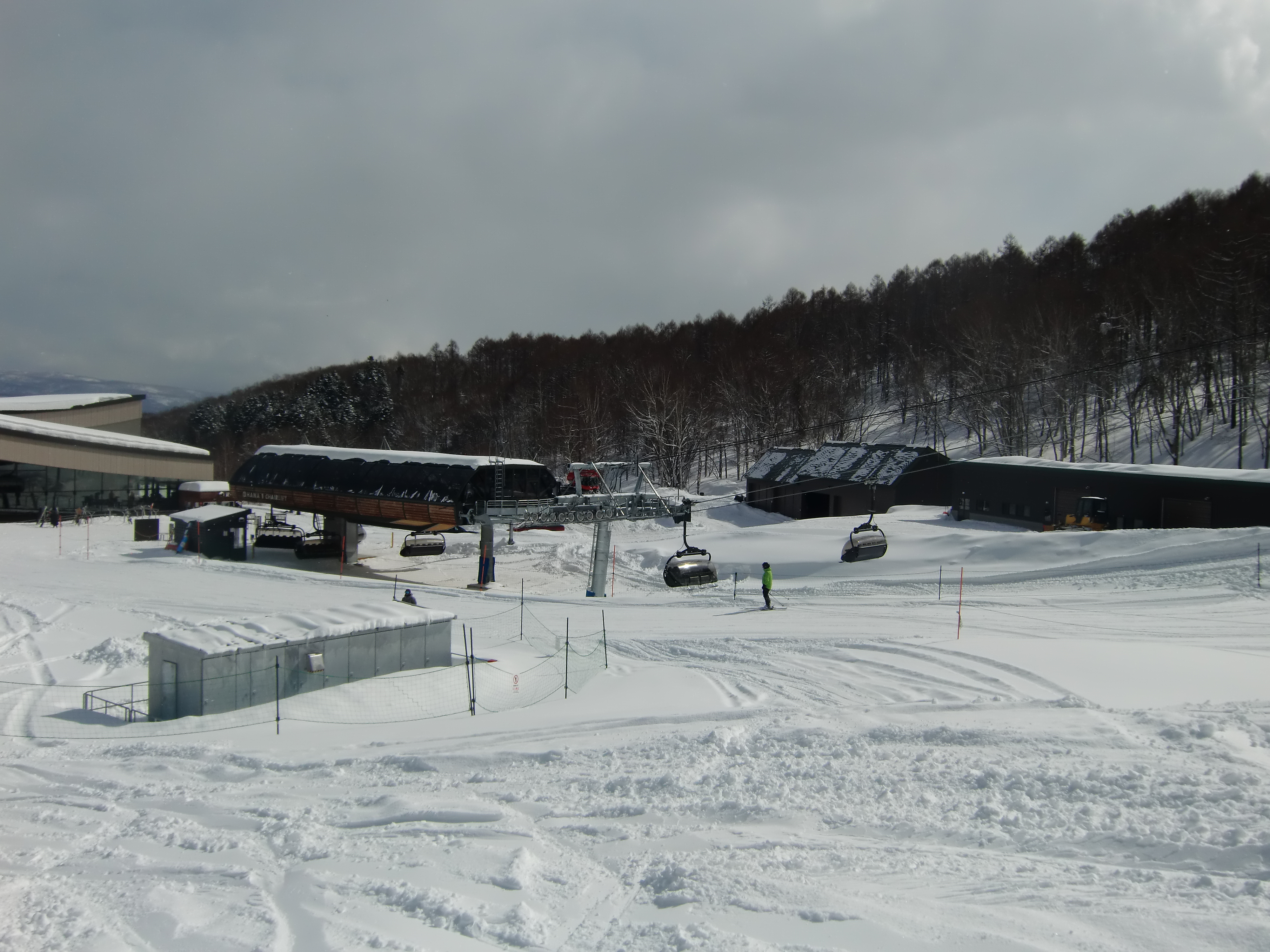
フード付き6人乗りリフト（ニセコHANAZONOリゾート HANAZONO第1リフト、2022年3月撮影）

### 8人乗りリフト
8人乗りリフト（はちにんのりリフト）は、8人乗りのチェアリフトである。
構造はクワッドリフトや6人乗りリフトと同様に転落防止と把持目的のセイフティーバーがあり、フットレスト、可動式フードが取り付けられている事もある。乗降時はメインケーブルから外れ速度が落ちる自動循環式を採用している。
2022年時点では日本国内での設置が無く、日本国外のみ設置例がある。また日本国内では6人乗りリフトと同様に、シングルリフト、ペアリフト、トリプルリフト、クワッドリフトのような固有名称が付けられていないために「8人乗りリフト」と呼ばれているが、アメリカなどでは「エイト（英: eight）」や「エイトパック（英: eight pack）」（en:Detachable chairlift参照）と呼ばれている。
- ドッペルマイヤー製自動循環式リフトの紹介動画（2010年）、8人乗りと6人乗りが紹介されている

## 安全に関する事項

### チェアリフト利用時の注意
一般財団法人 日本鋼索交通協会と公益財団法人 全日本スキー連盟が会員となっている全国スキー安全対策協議会において、スキーリフト乗車時における次の条文が定められている。
上記条文については次の理由がある。
乗車中

2-(1)（イス（搬器）の揺さぶり）
搬器を不必要にブランコのように揺さぶる事で、その振動が支曳索に伝わる事で脱索につながる。また、他搬器とも繋がっているため不要な振動が他者に伝わる。
2-(2)および3（イス（搬器）からの飛び降り）
搬器から飛び降りる事で、その際の衝撃が搬器から支曳索に伝わる事で脱索につながる。また、リフト下の雪面より下に隠れている危険な障害物等に直撃して負傷・死亡の恐れがあるほか、遭難の恐れもある。
降車時

2（降りそこない）
現在のリフトには、ほとんどの場合で緊急停止スイッチや緊急停止装置が備え付けられているので、無理に降りようとしないで、リフトの停止を待ってから降りるのが安全である。
上記の条文は乗り場付近の注意事項表示板で告知されている事がある。また、揺さぶりや飛び降りの禁止はリフト支柱に取り付けられている標識によって告知されている事もある。

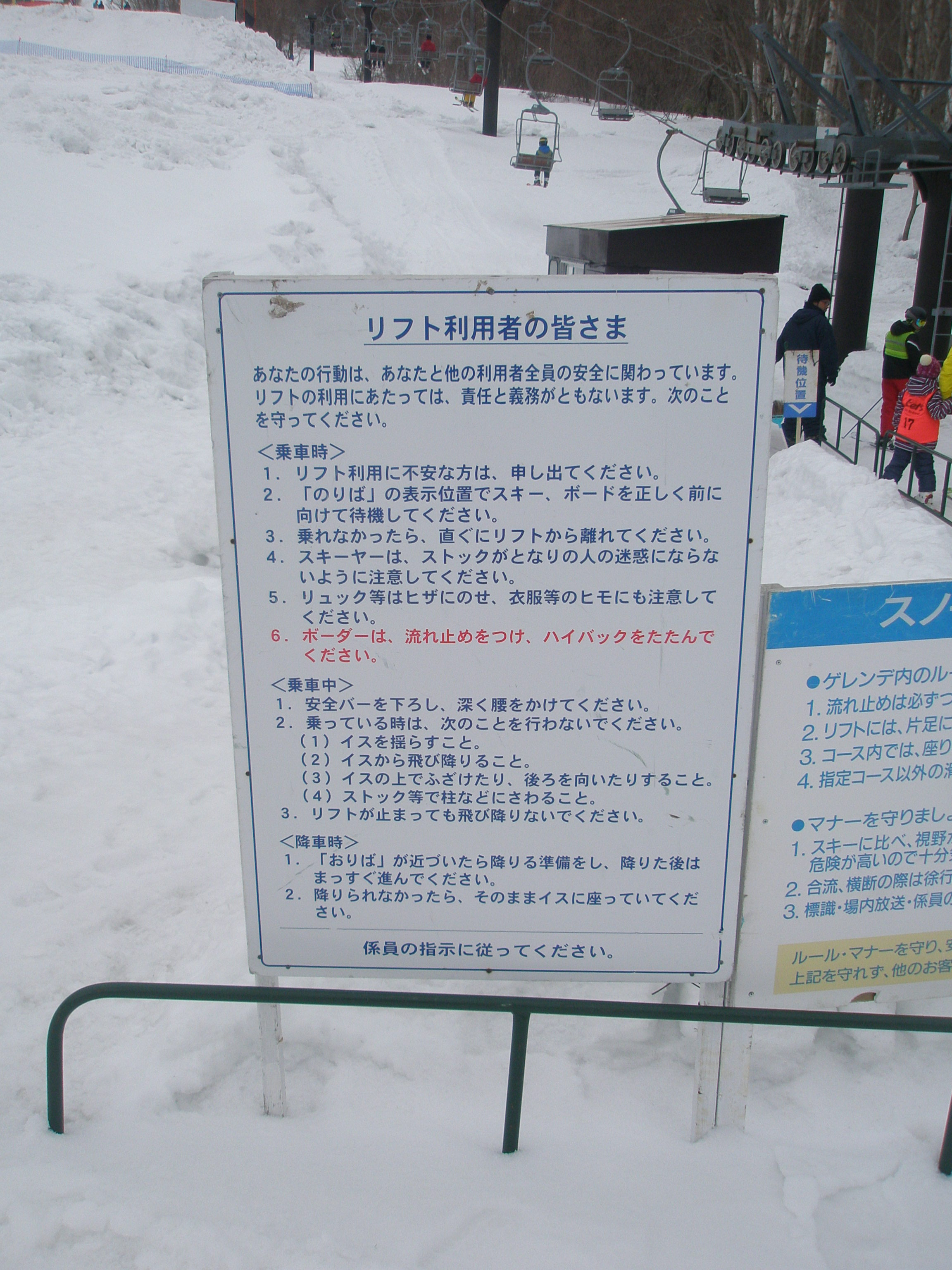
リフト乗車時の注意事項表示板（函館七飯スノーパーク、2018年3月撮影）
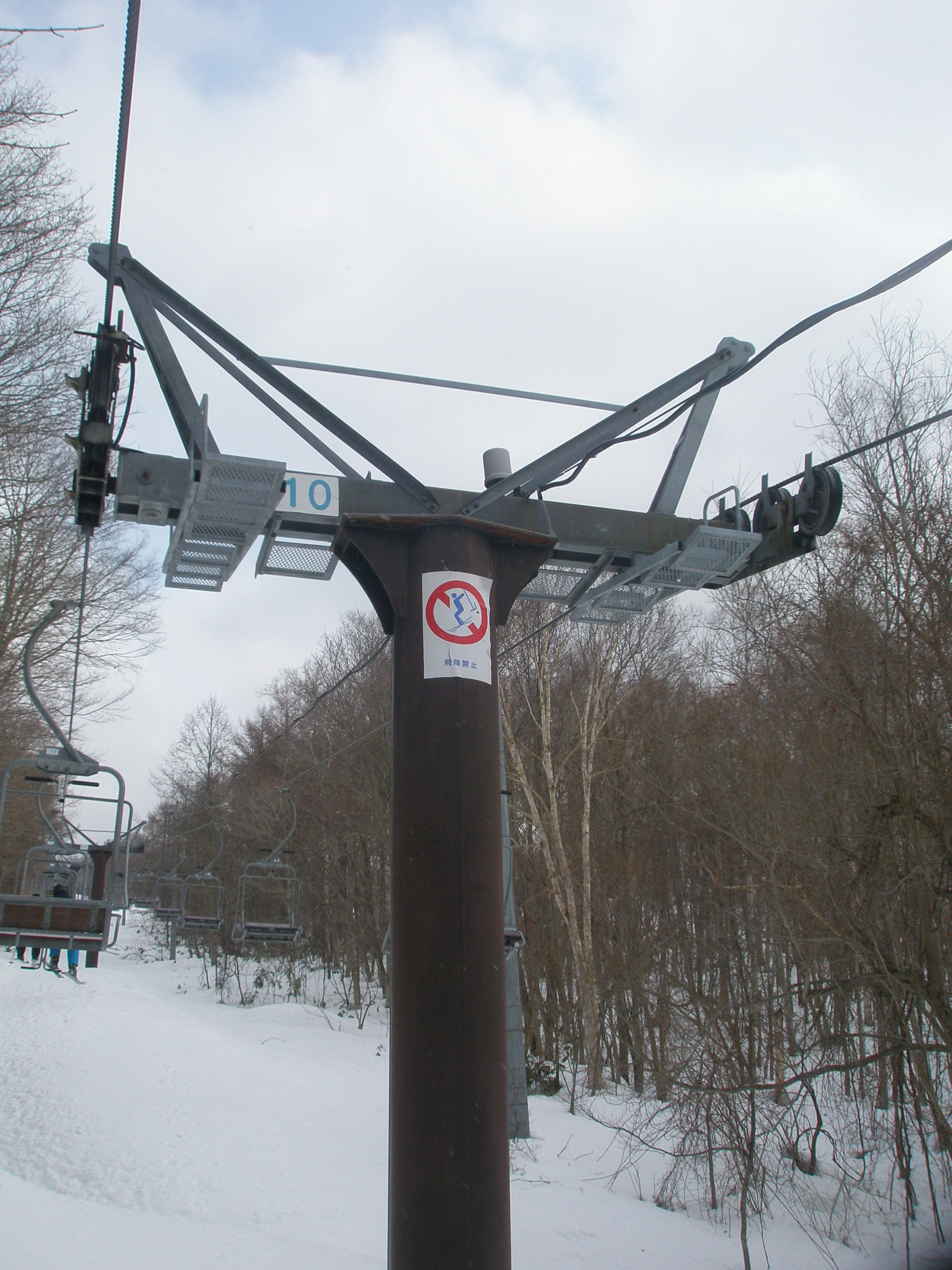
支柱に取り付けられた「飛降禁止」標識板（函館七飯スノーパーク、2018年3月撮影）

なお、スキーリフトに限らず、夏期に運行されるチェアリフトにおいても、上記条文に準じて搭乗中の危険な行為をしない方が良く、リフト乗り場に設置の注意事項表示板なども確認すべきである。

### その他の禁止されている事項
- 降車停留場における、折返装置部分での回り込み

初期のシングルリフトにおいて、降車部分と同じ雪面の高さが折返装置部分まで続いている上に緊急停止装置（後述）が無いものがあり、遊び半分で折返装置部分までそのまま乗車を続けて回り込んだ結果、雪面に接するスキーに引っ張られた力が支曳索にも伝わって脱索する事故が起こったケースがあるため、この場合は折返装置部分に近づいてはならない。なお、ほとんどのペアリフト以上の輸送能力の高いリフトや一部のシングルリフトで、降車位置の前方にスロープが設けられてそのまま滑り降りて降車する方法である場合、折返装置位置の雪面は降車位置より低くなるのでこのような事故は起こりにくくなっている。またこのケースで、降り損なって折返装置を回り込んだ後にある緊急停止装置を作動させるなど、上記条文 降車時 2に従う場合はこの限りでは無い。

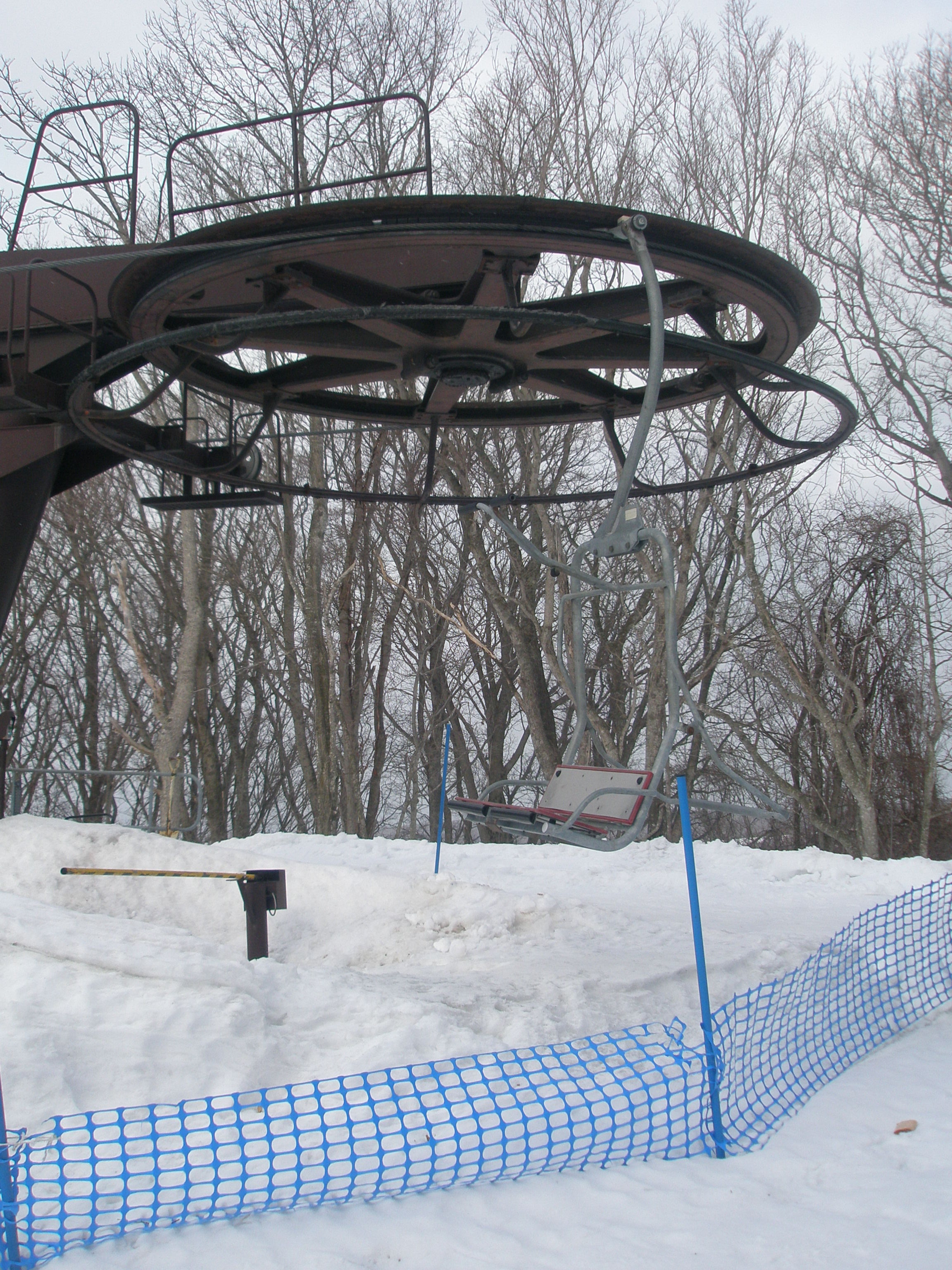
チェアリフト折返装置と緊急停止装置の位置関係（函館七飯スノーパーク、2018年3月撮影）

- リフト下の立ち入り禁止

リフト下はゲレンデ上に架設されている場合以外では、通常はコースとして設定されていない事が多く、地形や雪の状況などによっては遭難や搬器・支柱等の障害物への衝突を含めた危険が伴うため、立ち入り禁止規制とされている。リフト下に落とし物をした場合は、勝手に立ち入って拾いに行かず、スキー場を含む運行主体の係員などにその旨を告げて対処してもらう。

### 事故

#### 逆走
2018年3月18日、ジョージア・グダウリのGudauri Ski Resortにある固定循環式クワッドリフトが突如高速で逆回転し、2基の搬器に乗車中の客が乗車停留場の折返装置で振り落とされ、その衝撃で搬器の握索装置が支曳索から離脱して留まり、そこへ他の搬器も次々と衝突する事態となった。この事故により、搬器から振り落とされたり危険回避のため飛び降りるなどして11名が負傷した。事故の状況は動画撮影されたものがYouTube等にも投稿されている。この事故の原因については、リフト係員が誤って逆回転操作を行ってしまったという説と、事故発生当時に停電が起こったという目撃情報による説が報じられている
海外でのチェアリフト逆走事故は他に、2015年3月24日にアメリカ・メイン州のシュガーローフマウンテンリゾートスキー場で多数の客を乗せたチェアリフトが1分間にわたって逆走し、乗客のうち7名が転落、うち3名が病院に救急搬送されるという事故が発生した例がある。
また、2022年1月24日には韓国・京畿道（キョンギド）抱川（ポチョン）市のベアーズタウンスキー場にある自動循環式クワッドリフトでも逆走事故が発生し、搬器から飛び降りたり、飛び降り損ねたために折返装置付近で離脱して留まった搬器に挟まれるなどして軽傷を負った被害者が40名以上も発生し、その後停止したリフトの搬器上に100名以上が取り残された。クワッドリフトは前年10月の点検時には異常が見られなかったが、その後異常が相次いで、事故発生時に至るまで手動運行が続いていたという。
日本国内において稼働するチェアリフトは鉄道事業法等の法律による構造の規定があり、どのメーカーも法律に準拠したものを製造・建設していて、上記のような逆走についてもそれを防止する構造が規定されている。また、チェアリフトを運用する運営会社等においては、索道の監督官庁である国土交通省による建設前の審査及び稼働前の諸試験を受け、稼働後も定期検査を行う事が義務付けられている。そのため逆走事故については、令和3年度時点では日本においての報告例は確認されていない。

#### その他の事故
日本国内のチェアリフトは前述した法律に準拠しているものの、逆走以外の事故の発生は大小あるものの毎年報告されている。
最近のものでは2023年2月15日に、長野県のしらかば2in1スキー場にあるクワッドリフトの搬器の金属製アームが折れ、乗車中の男女3人が2m下の雪面に落下し負傷するという事故が発生している

### 安全装置
脱索事故対策
- 脱索検知装置

起点・終点停留場及び支柱の滑車に取り付けられている。脱索の際に外れた支曳索が検知装置に接触するか、脱索時に支曳索から受けていた張力から解放された時の滑車の急激な動揺・各々の滑車の荷重不均衡を検知した際に作動して自動的にリフトを止める。
- 風速計・風向風速計

リフト1線中の停留場や一部の支柱に、全体で最低1個、場合により複数個設置されている。搬器の過大な揺さぶりが生じる危険性のある基準を超えた風速や風向が検知された場合に自動的にリフトを減速し、さらに強い風速では停止させる。風速の設定はリフトの架設場所の地形や気象条件等によって変わる。

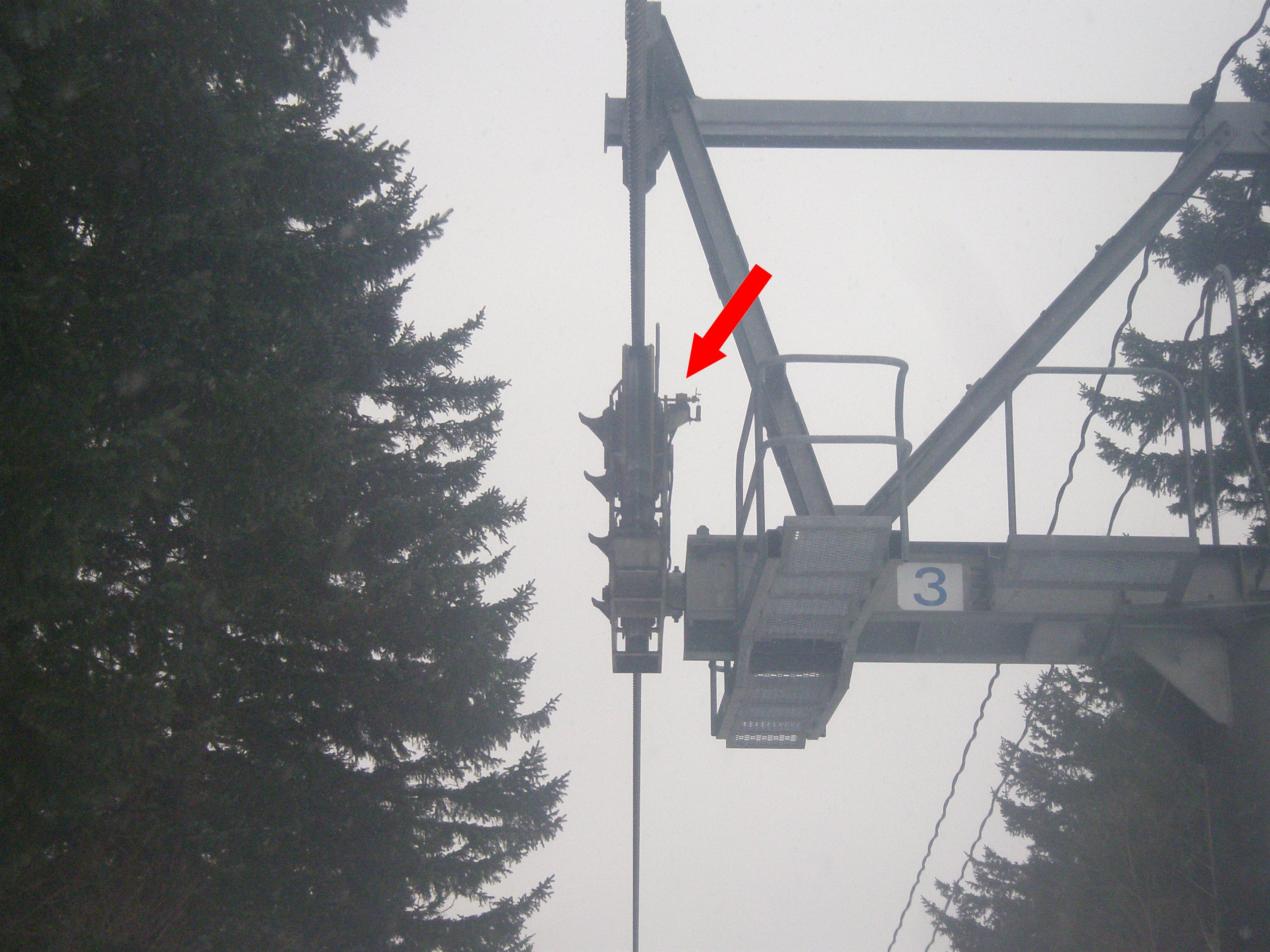
脱索検知装置1（赤矢印部分）
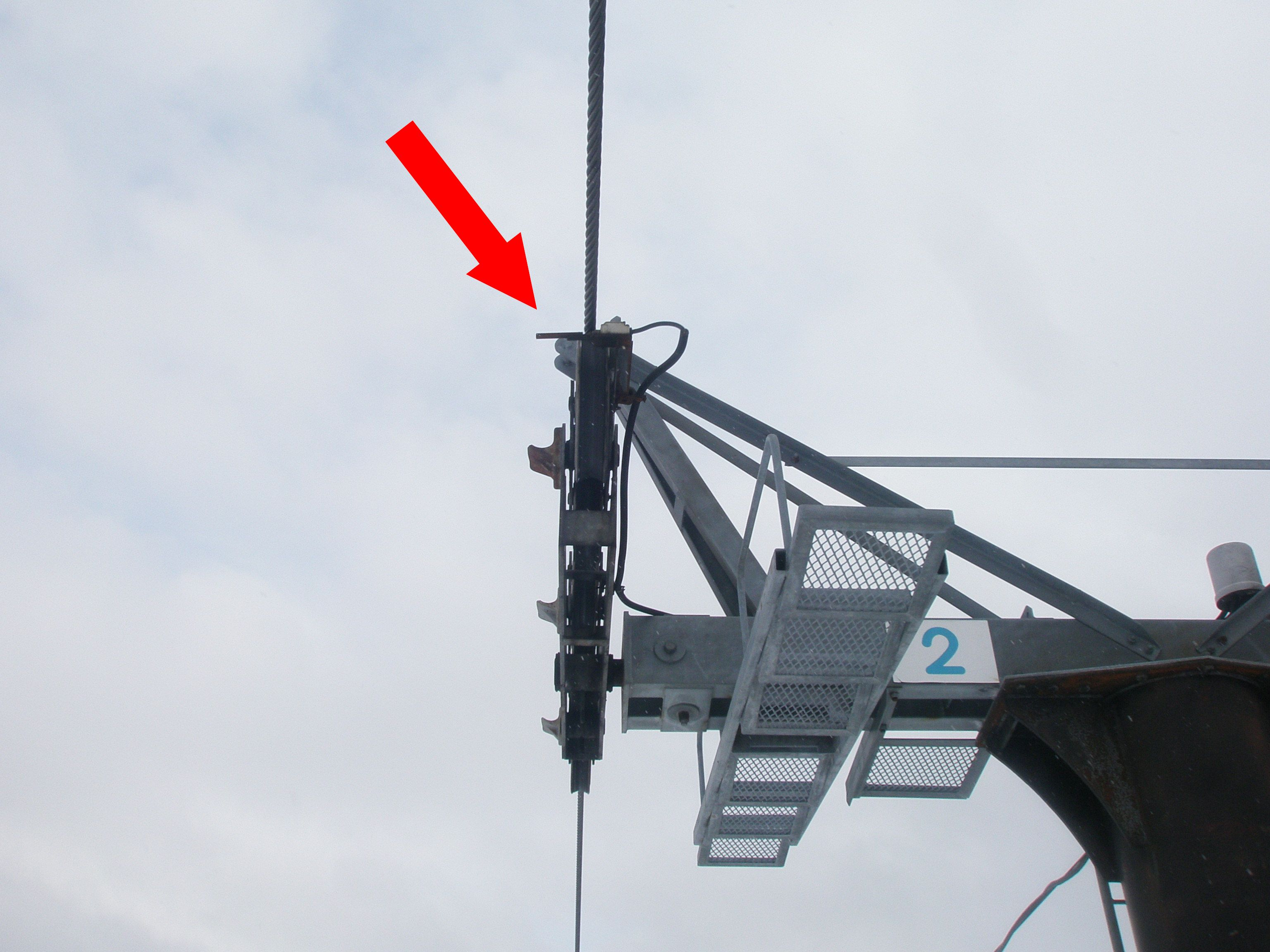
脱索検知装置2（赤矢印部分）
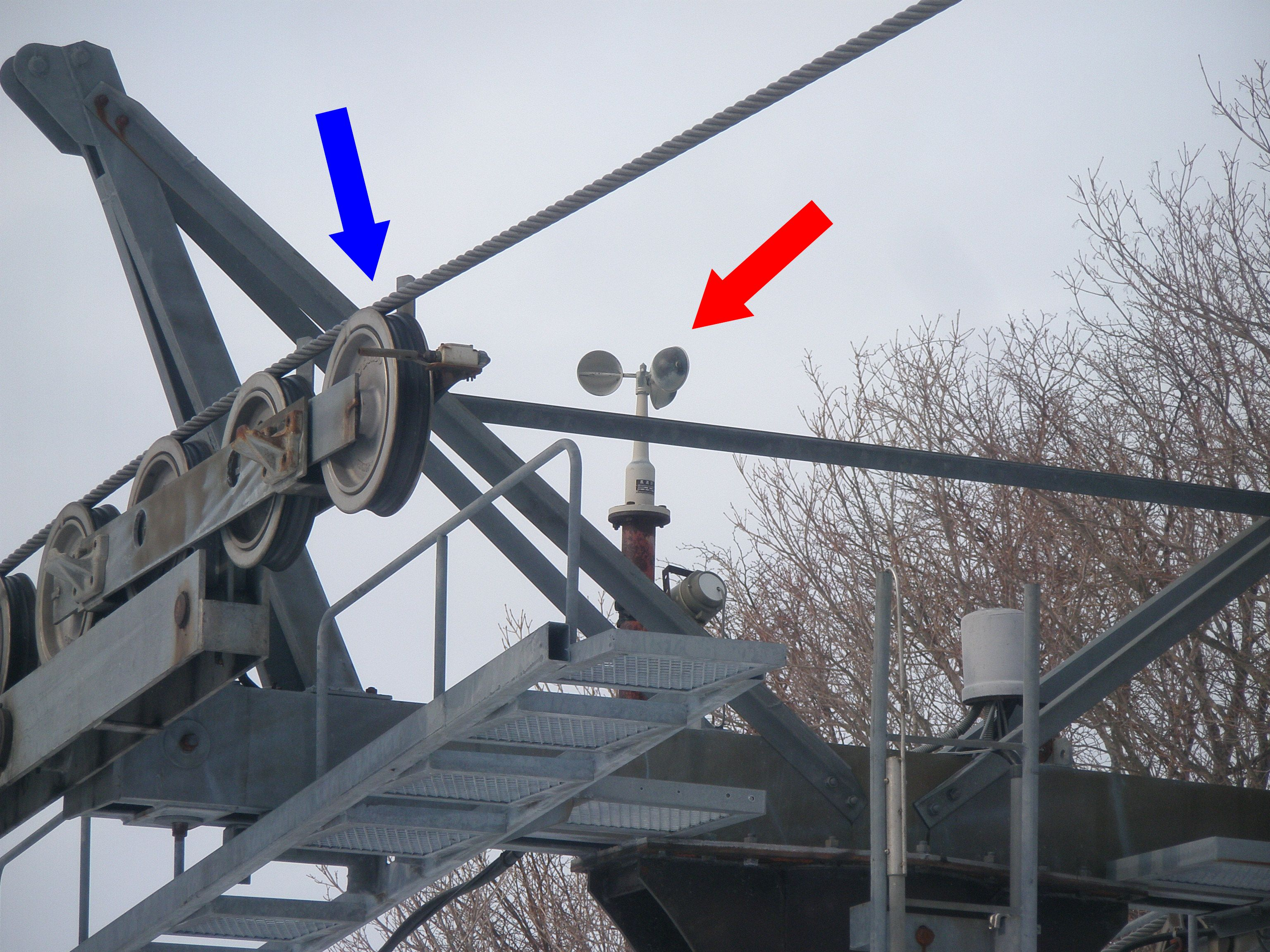
風速計（赤矢印部分）と脱索検知装置（青矢印部分）
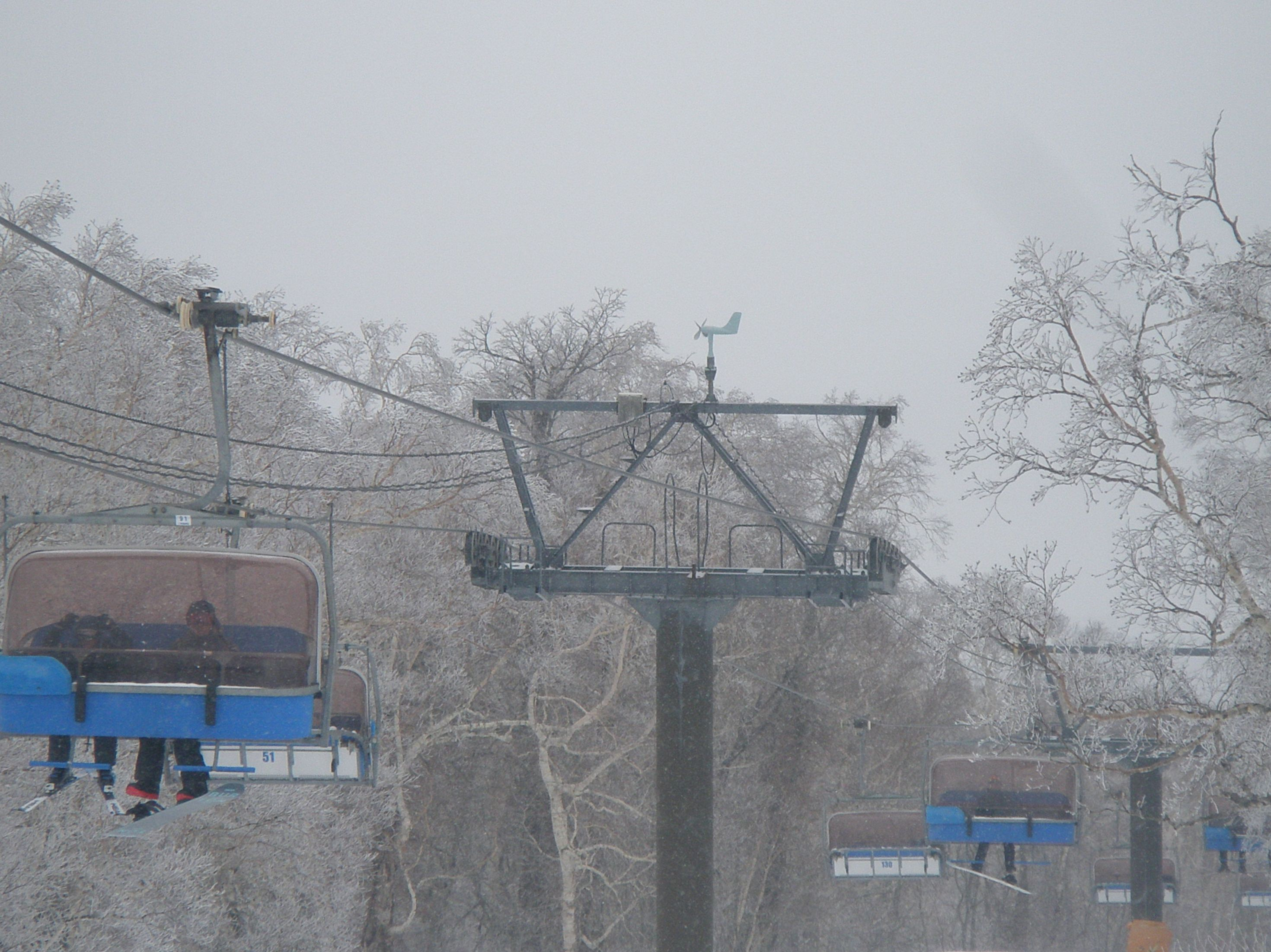
リフト支柱に取り付けられた風向風速計

その他安全対策
- 係員詰め所

従来からある。起点・終点停留場に係員が1名以上在中して監視し、乗降客の転倒・乗り損ない・降り損ない・転落（停留場が地面から離れたステージ状となっている場合）などの緊急時に緊急停止等の対応をする。乗車用の改札を兼ねている場合もある。
- 緊急停止スイッチ・減速スイッチ

乗降客の転倒・乗り損ない・降り損ない・転落（停留場が地面から離れたステージ状となっている場合）などの緊急時を係員が発見した場合に作動させ、リフトを止める。また、初心者等がリフトを利用する時の減速用スイッチが併設されている場合もあり、安全な乗降車をうながす。乗降時の安全のため減速スイッチは近年の固定循環式リフトに設けられており、乗客の乗降時に積極的に速度を落とし、少ないとはいえ索道での事故の多くを占める乗客の転倒事故を係員の手で撲滅するようにしている事業者が多い。
- 緊急停止装置

乗客が降車場所で降りるタイミングを失って降り損なった際にそのまま乗車した上で、乗客の足が触れるようにして設けられたバー型の緊急停止装置である。バーが物理的に触れるか、もしくは投光器・受光器で構成される仮想バーが乗客の脚等で遮られると作動してリフトを止める。ごく初期のチェアリフトを除き、チェアリフトには必ず設けられている。一部のチェアリフトやロープトゥ・リフトの場合、折返装置に至る手前にコネクタに取り付けたワイヤを張り、足がワイヤに触れてコネクタを引き抜く事で停止させるタイプもある。
- 落下防止対策

乗客の所持品、および乗客自身の落下による衝突を防ぐため、基本的に索道下は立ち入り禁止としている場合が多く、道路や通路、滑走コースを越える場所では落下事故防止網や金属フェンスなどで十分に対策をする必要がある。また、降車停留場がステージ状となって地上から高い位置にある場合にも落下事故防止網が設置されていることがある。
- 監視カメラ

長大リフトである場合、見通しの効かないリフト中間の異常を発見するために設けられる場合がある。

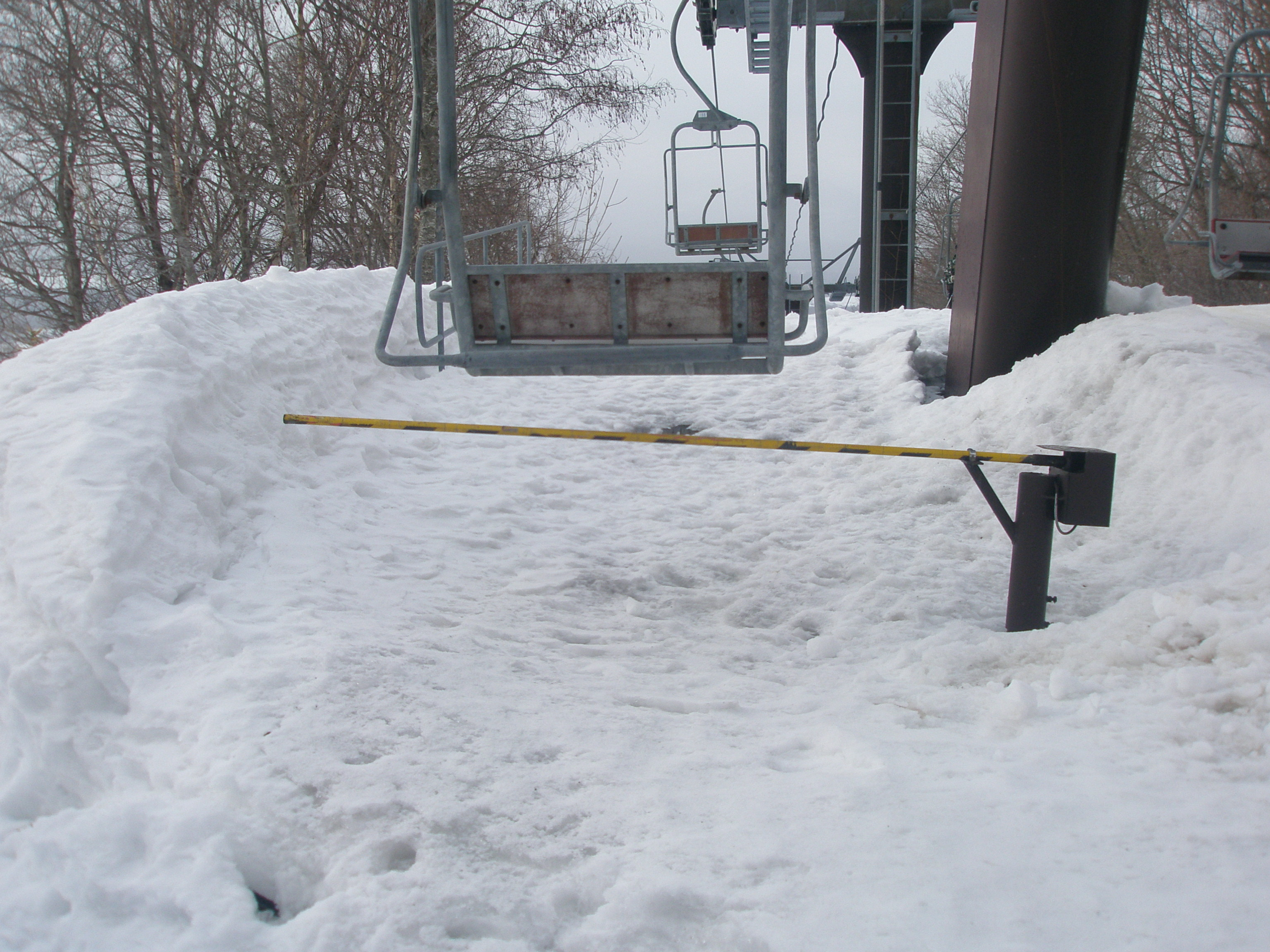
チェアリフト降車停留場に設置の緊急停止装置、バーに足が触れる事で作動して停止する（函館七飯スノーパーク、2018年3月撮影）
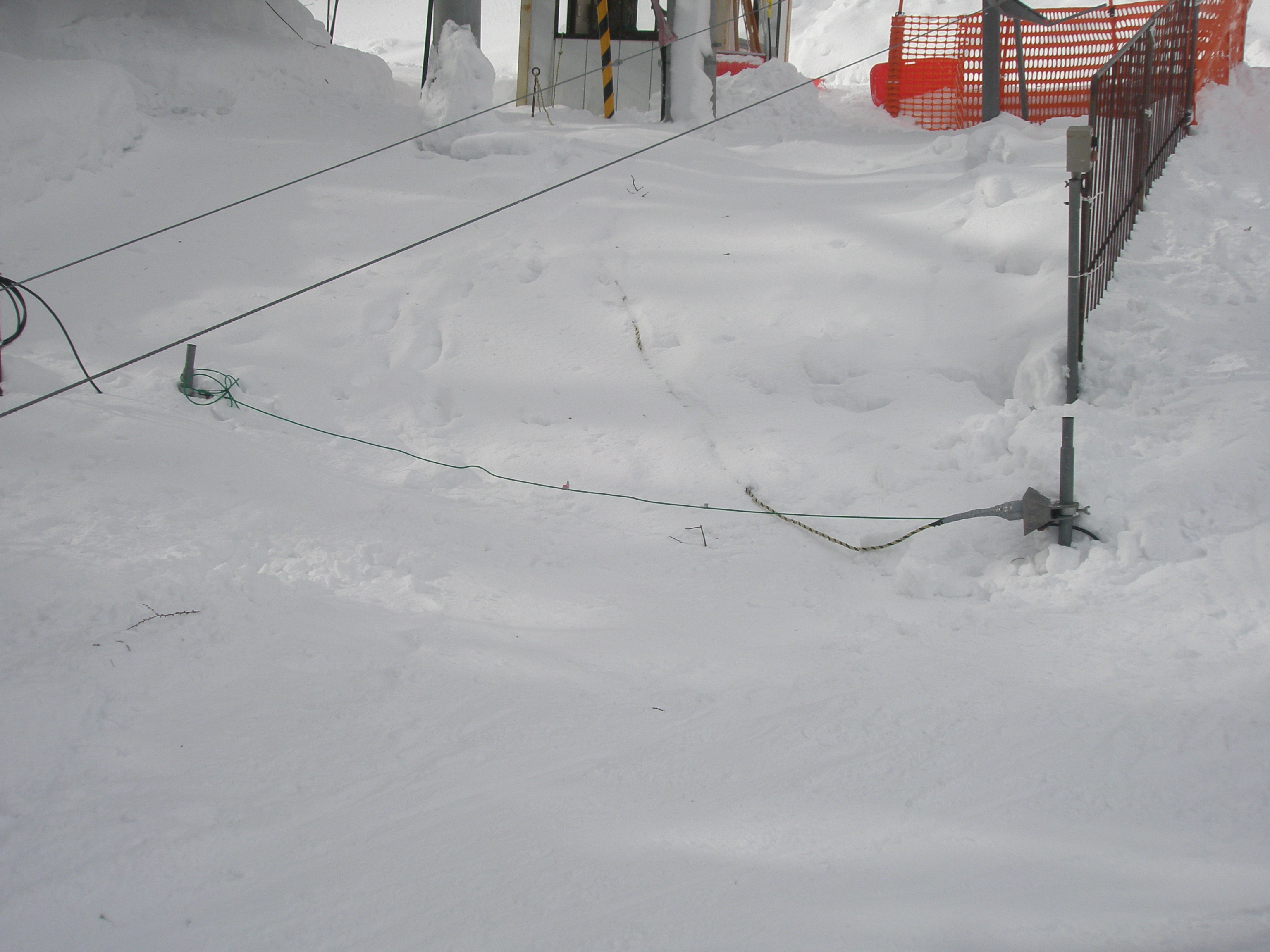
ロープトゥ・リフト折返装置手前の降車位置に設けられた緊急停止装置、張られたワイヤに足が触れてコネクタが引き抜かれる事で停止させる（2018年2月撮影）
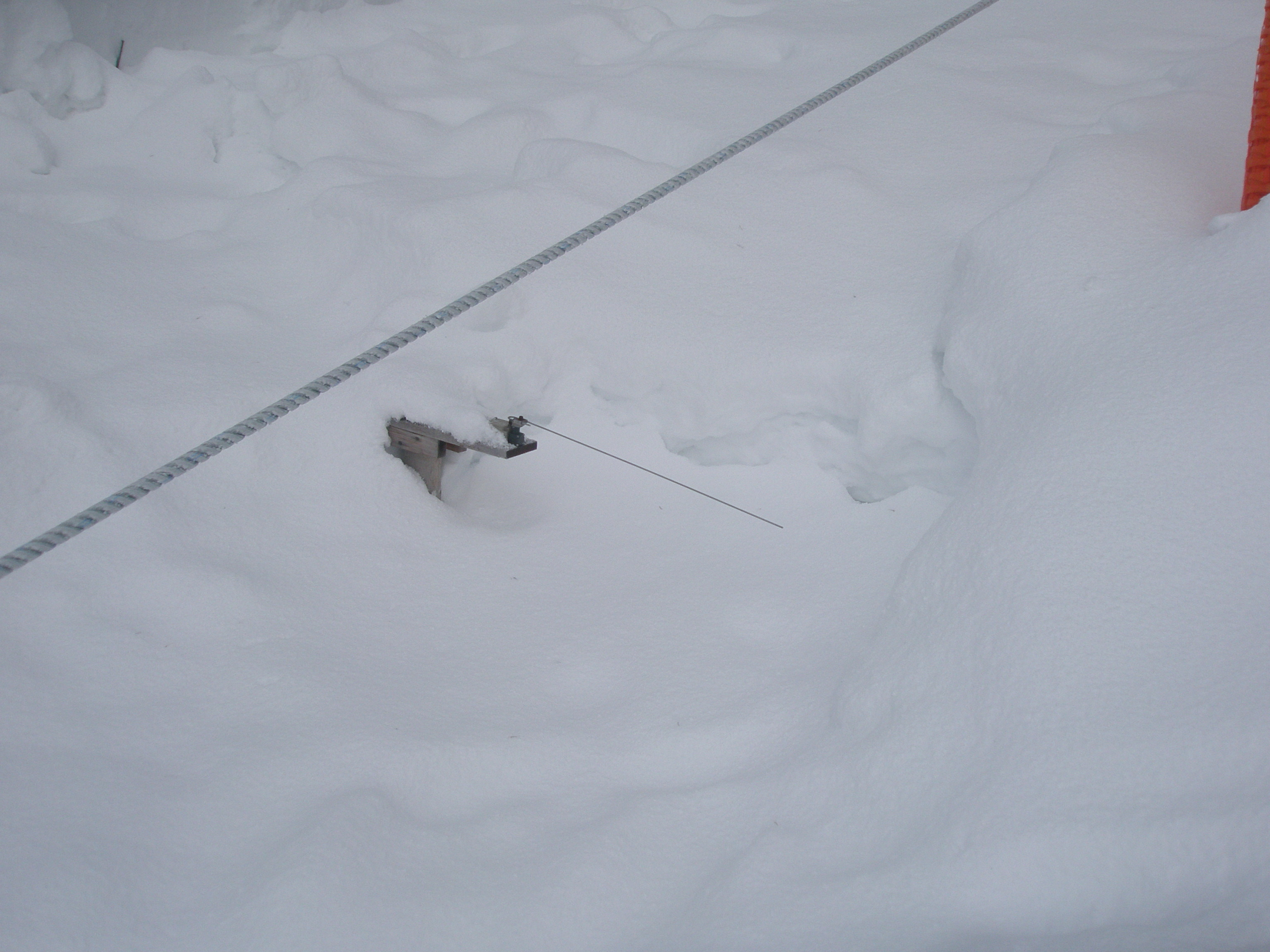
旧来のロープトゥ・リフト動力装置手前の降車位置に設けられた緊急停止装置、バーに足が触れる事で作動して停止する（2018年2月撮影）。
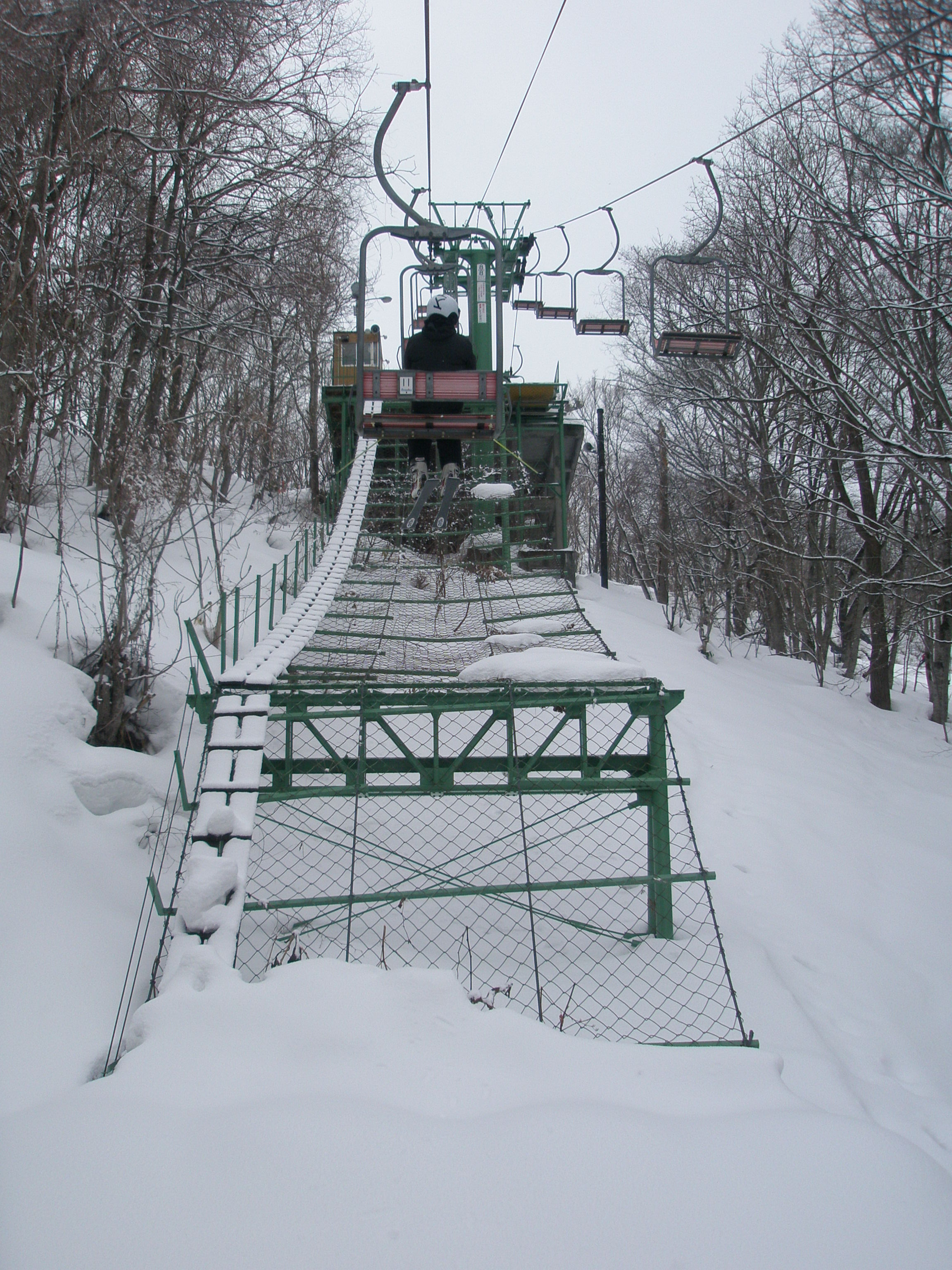
降車停留場付近に設けられた落下事故防止網（札幌藻岩山スキー場 第3ペアリフト、2019年3月撮影）
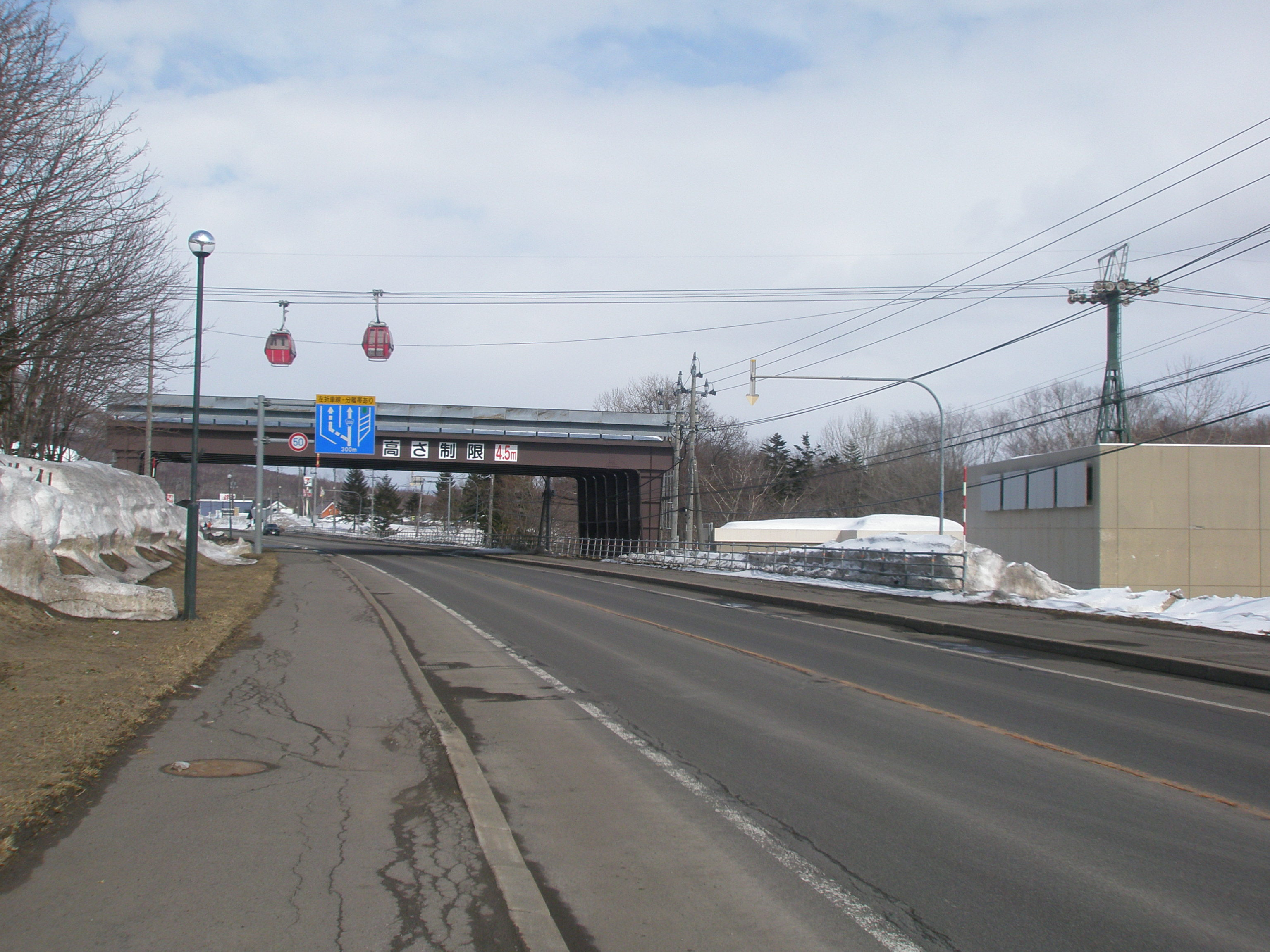
ルスツリゾート・イーストゴンドラ1号線と国道230号との交差部、道路上に落下事故防止の構造物が設けられている（2019年3月撮影）
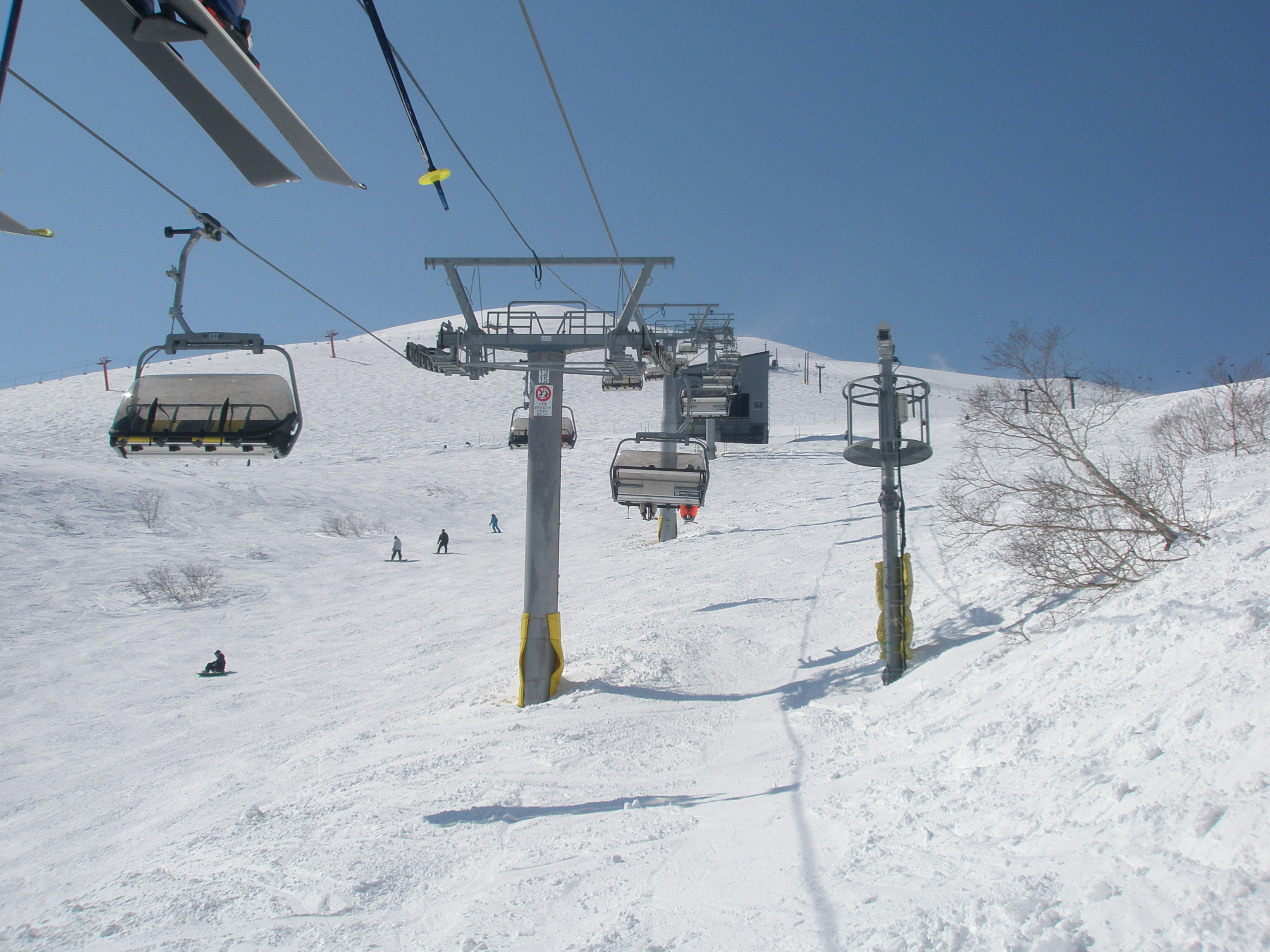
クワッドリフトと監視カメラ（ニセコ東急 グラン・ヒラフ キング第3クワッド、2019年3月撮影）